# Chiese di Vasto
La città di Vasto conta nella sua municipalità oltre 30 chiese, molte ubicate nel centro storico.

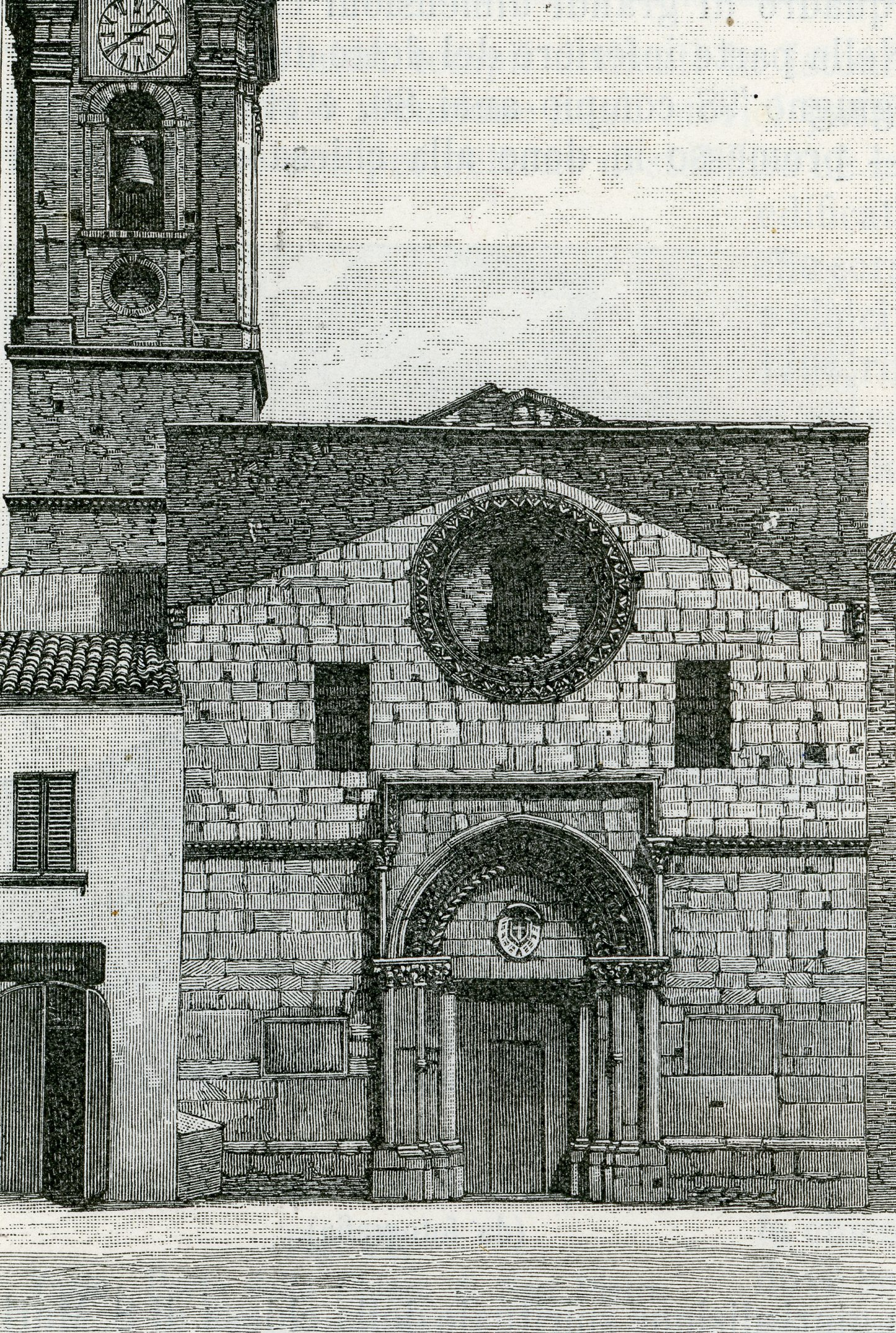
Il Duomo di San Giuseppe, in una incisione del 1899 di Stafforello Gustavo

## Chiese del centro storico

### Cattedrale di San Giuseppe

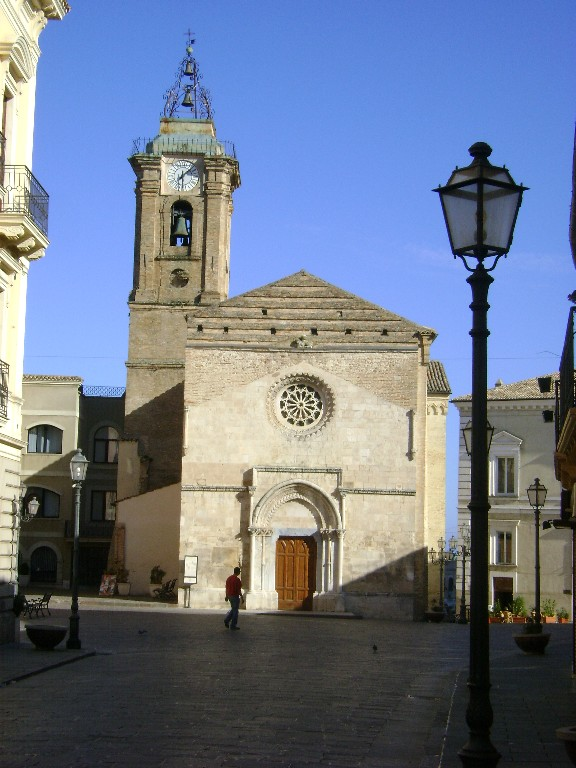
La cattedrale di San Giuseppe.

Principale chiesa affacciata sul corso De Parma, risale al XIII secolo inizialmente dedicata a Santa Margherita, poi a Sant'Agostino, quando venne edificato l'attiguo monastero, oggi abbastanza modificato. L'aspetto attuale è frutto di varie ricostruzioni, poiché la chiesa storica fu incendiata dai turchi nell'attacco a Vasto del 1566. La chiesa fu ricostruita in forme minori rispetto alla pianta originale, e di antico rimase solo la facciata trecentesca, soprattutto il portale gotico, dato che la raggiera del rosone è una ricostruzione del 1927. Dopo l'intitolazione definitiva a san Giuseppe nel 1808, la chiesa divenne prima collegiata e nel 1853 cattedrale. Nel 1893 si sono compiuti corposi lavori di ricostruzione interna in revival neogotico, con il successivo restauro della facciata trecentesca, unico elemento della costruzione antica. L'interno a navata unica con volte a crociera, è stato ricostruito da Francesco Benedetti. Di pregio si conserva un trittico ligneo di Michele Greco da Laverona (XVI secolo).

### Chiesa Parrocchiale di Santa Maria Maggiore

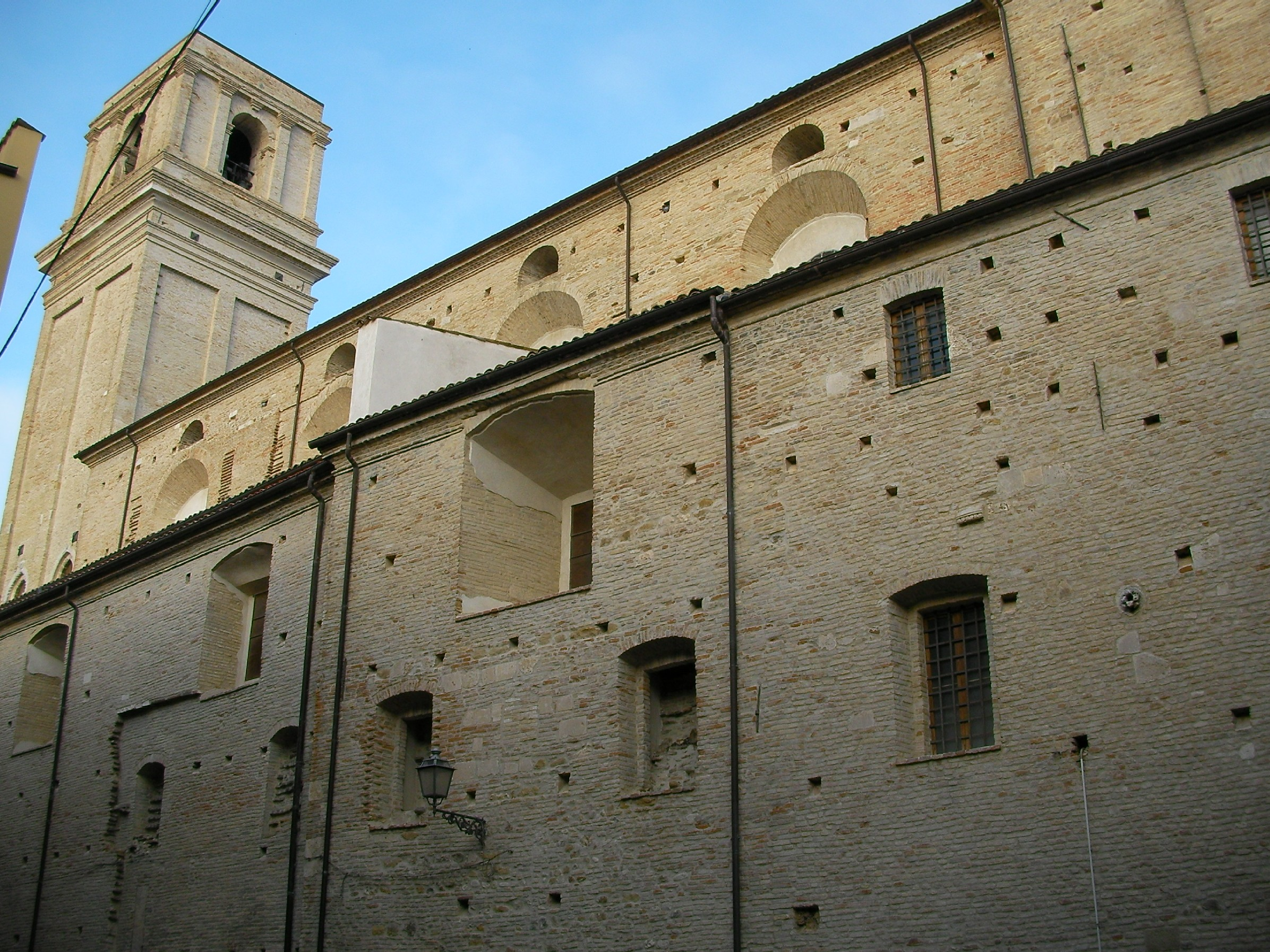
La Chiesa di Santa Maria Maggiore

Seconda chiesa principale del centro storico, è anche la più grande, risalente all'XI secolo eretto sopra il tempio di Sant'Eleuterio, con il torrione normanno che oggi è il campanile, come dimostrano dei rilievi sulla parete esterna della stessa torre. La chiesa attuale presenta però un aspetto barocco, frutto della ricostruzione del 1785 (dopo il saccheggio turco del 1566 e l'incendio del 1645 che la distrusse), quando la chiesa venne ampliata notevolmente, senza che però fosse compiuta la facciata, quasi coperta dal poderoso campanile medievale. La chiesa ha una piccola facciata rivolta su via Santa Maria, occupata dalla mole della torre, l'impianto è colossale, dato che la chiesa sino al 1808 fu sede della collegiata, l'impianto interno è a tre navate con volta a botte lunettata, altari laterali, il capo altare, la cappella laterale della Sacra Spina, e la cripta accessibile da una scalinata a doppia rampa dell'altare maggiore, con il corpo di San Cesario mummificato.
La massiccia torre campanaria poggia sulle fondamenta dell'antico Castello Gisone, ha nella cella superiore quattro campane, nella sua cripta sono custodite le reliquie del corpo di San Cesario nelle vesti di guerriero, e un'ampolla col sangue di don Cesare Michelangelo d'Avalos. La chiesa conserva anche la preziosa reliquia della Sacra Spina della corona di Gesù. La navata maggiore delle tre ha colonne corinzie, a fianco delle quali ci sono delle nicchie che contengono le statue dei XII Apostoli e quattro profeti. Nella navata destra ci sono le cappelle di Sant'Anna, della Sacra Spina, di Sant'Antonio abate (costruita da Tullio Caprioli nel 1567). Nella navata sinistra ci sono le cappelle di Santa Maria, di San Cesario, di Santa Caterina d'Alessandria, del Monte dei Morti, del Santissimo Sacramento e di San Nicola.
Le principali opere d'arte sono le tele dell'Ecce Homo della scuola di Tiziano, lo Sposalizio mistico di Santa Caterina attribuito a Paolo Veronese, la Pentecoste e la Presentazione del Camauro a Celestino V di Francesco Solimena del 1727.

### Chiesa di Maria Santissima del Carmine

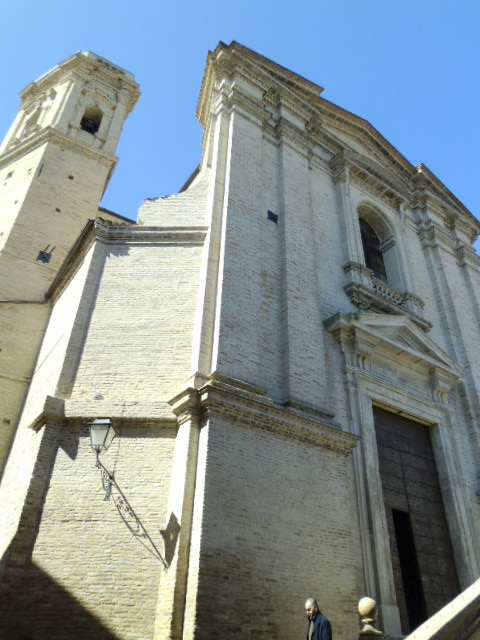
Chiesa di Maria Santissima del Carmine

Si trovava verso il confine delle mura, dove oggi si trova il palazzo della curia Vescovile (Piazza del Carmine). La chiesa fu costruita nel 1761 su progetto di Mario Gioffredo, mostrando una pianta ellittica irregolare, poiché il braccio d'ingresso è più profondo; la cupola è visibile solo all'interno, pressoché spoglio dei classici stucchi barocchi, con scansioni a colonne con paraste corinzie in una navata sola. Le poche decorazioni sono di Michele Saccione del 1762, mentre il monumentale portale è di Giovanni Crisostomo Calvitto. La chiesa fu eretta sopra l'antica chiesa trecentesca di San Nicola degli Schiavoni, ed ospitò il Collegio della Confraternita del Carmine, che si occupò dal XVII secolo dell'educazione giovanile a Vasto.

### Chiesa di San Michele Arcangelo

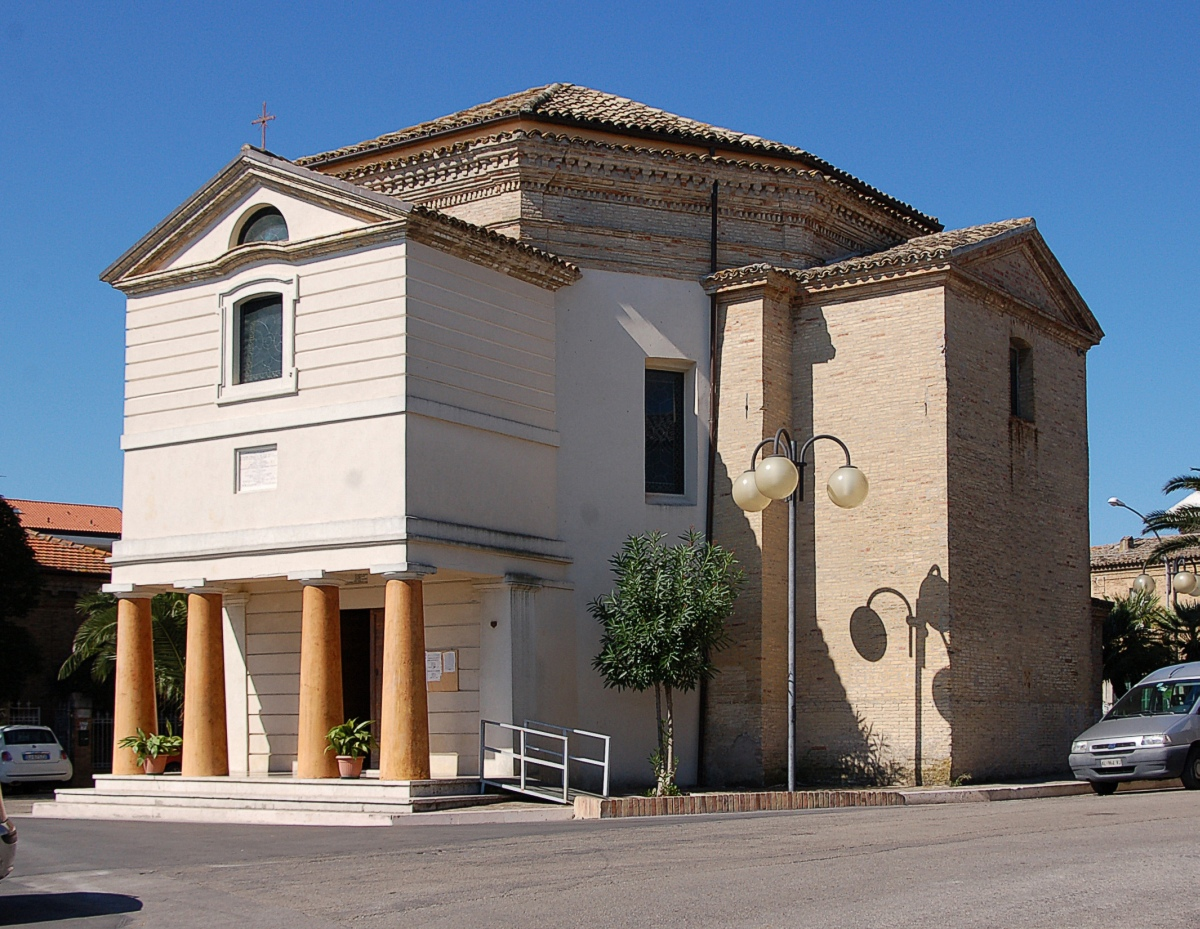
Chiesa di San Michele Arcangelo, patrono di Vasto

Piccola chiesa neoclassica a pianta circolare, esistente già dal 1675 come piccola cappella, ma ultimata e ampliata dopo il miracolo contro il colera del 1837. La devozione dei vastesi spinse la diocesi a costruire la primitiva cappella barocca per un prodigio del santo, quando la città fu risparmiata alla peste. Lo stesso miracolo avvenne quando non si verificarono morti per una grave epidemia di colera nel 1836. La chiesa ha pianta circolare, con facciata a capanna, e i bracci del transetto sporgenti, in modo da comporre anche una croce greca.
Si trova a circa metà della cosiddetta "Linea di San Michele Arcangelo", direttrice che parte da Skelling Michaeli n Irlanda a Monte Carmelo in Israele passando anche nei santuari italiani della Sacra di San Michele in Piemonte e Monte Sant'Angelo in Puglia.

### Chiesa Parrocchiale di Sant'Antonio da Padova e Parrocchia di San Pietro, e ruderi del convento di San Francesco d'Assisi

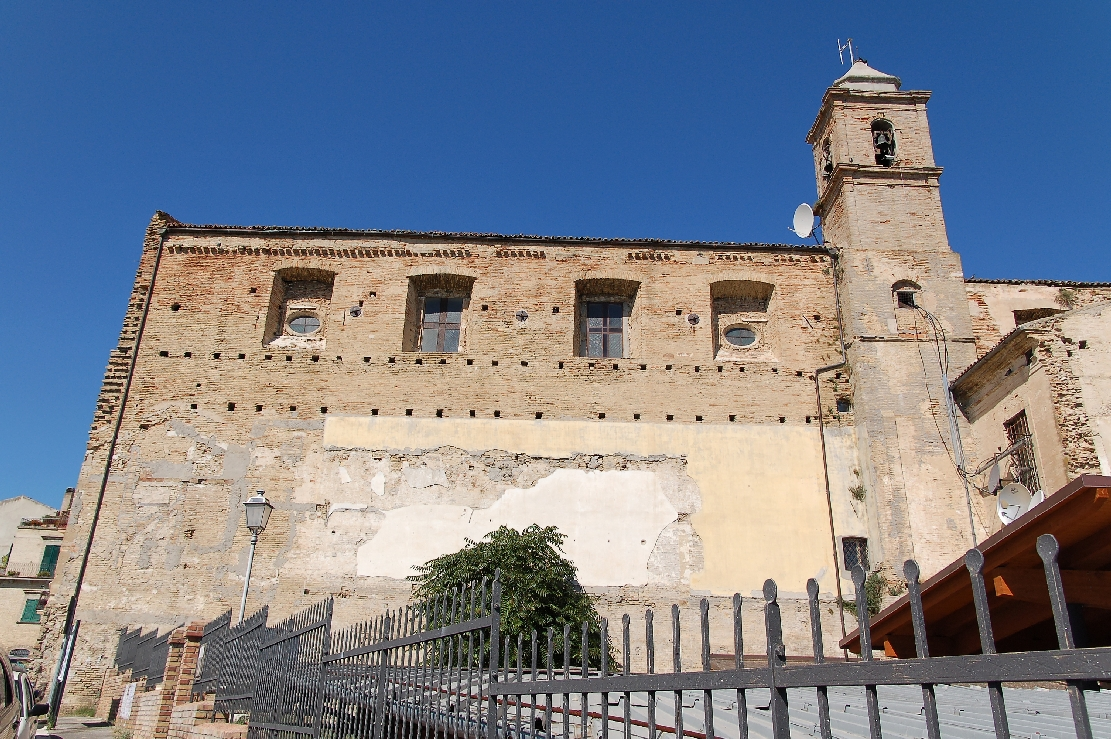
Fianco della chiesa di Sant’Antonio da Padova

Sita in Via Adriatica, di costruzione precedente al 1334. Il convento negli anni '50 del Novecento ha subìto la perdita delle strutture adibite ad abitazione dei monaci e di vari locali a loro pertinenti, tra cui: il dormitorio, il refettorio, le cucine, le cantine, i fondaci e il chiostro. All'interno ha subìto l'eliminazione della mensa degli altari negli anni settanta del XX secolo, e al loro posto oggi si trova il parco archeologico delle terme romane di Histonium, riscoperte proprio in questa occasione. Il convento sarebbe stato fondato al tempo di San Francesco se non dal santo stesso in persona. Giuseppe De Benedectis nel 1759 asserisce che i frati francescani si erano stanziati nella chiesa paleocristiana detta di santa Croce risalente al V-VI secolo di cui rimangono alcune vestigia delle mura della cantina.
Alcuni studiosi sono unanimi nell'asserire che comunque il convento era antecedente al Provinciale Vastutissimum di fra' Paolino da Venezia e Marchesani la ritiene già ultimata nel 1336 quando vi fu organizzato un Capitolo Provinciale, ma di certo l'organizzazione clericale doveva essere già ben istituita in quanto, una vedova, nel suo testamento volle lasciare la sua casa alla confraternita della Santissima Trinità de' Pellegrini o di Sant'Antonio da Padova per farne un ospedale. Notizie successive asseriscono che in un periodo compreso tra il 1271, periodo del suddetto testamento e la fine del XIII e gli inizi del XIV secolo la costruzione della nuova chiesa era già a buon punto. Lo storico locale Luigi Murolo asserisce che nel 1336 era già ultimata.
Tra il 1352 e il 1546 sono attestati alcuni piccoli lavori tra cui un rinnovamento della scuola dalle fondamenta del 1527, la costruzione di una cisterna e una richiesta ristrutturazione avvenuta tra il 1543 ed il 1544. Al 1549 risalgono altri lasciti. Del 1551 sono i restauri della cappella della Concezione. Nel 1566 gli archivi del convento furono bruciati durante le incursioni dei turchi, verosimilmente anche parte del convento subì danni. Nella prima metà del XVIII secolo sono stati fatti degli ammodernamenti all'interno. In seguito alla soppressione nel 1809 degli ordini monastici possidenti di terre, il convento fu adibito ad usi pubblici fino al 1956. L'interno della chiesa è stato recentemente ridipinto. All'interno è conservato un crocifisso ligneo policromo attribuito a Giacomo Colombo.
Con la demolizione della vicina chiesa di San Pietro, storica collegiata vastese insieme a quella di Santa Maria Maggiore, per i gravi danni subiti dallo scivolamento a mare del muro delle Lame, con la grave frana del febbraio 1956, la parrocchia è stata spostata nella chiesa di Sant'Antonio di Padova. La chiesa si presenta con un esterno molto rimaneggiato, ma che presenta segni di degrado, soprattutto sul lato volto verso le terme romane, dove sono visibili gli allacci dei mattoni con le pareti delle stanze dell'ex convento abbattuto. Il campanile è una torretta a pianta quadrata, con una cuspide poligonale. La facciata è incompiuta nel rifacimento barocco, ed è visibile la muratura in mattoni a vista, che avrebbe dovuto essere probabilmente intonacata, si vede il finestrone centrale, e il portale gotico, unico segno della chiesa antica.
Nella chiesa si celebra ogni anno la terza domenica di gennaio, la Festa del Giubileo, privilegio istituito da papa Alessandro III alla città nel 1117, quando fu accolto nella città per incontrarsi con l'imperatore Federico Barbarossa. Il privilegio è stato approvato definitivamente da papa Pio VI il 12 dicembre 1777 nella chiesa di San Pietro, poi anche nel 1990 da papa Giovanni Paolo II. In quest'occasione nella chiesa sono stati ristrutturati il pavimento, l'altare, il tabernacolo con i marmi della chiesa di San Pietro. Numerosi sono gli arredi barocchi e le opere d'arte, molte delle quali provenienti dall'ex collegiata, poi i dipinti di Filippo Palizzi e il fratello Francesco Paolo: Battesimo di Gesù - Cieco di Gerico, ora esposti nella Pinacoteca civica del Palazzo d'Avalos. Altre opere:
- Tovaglia e Pivale di San Pietro con ricami in oro, opera del 1950 della vastese Grazia Barone
- Reliquia della Santa Croce, per cui si svolge la solenne Processione del Cristo Morto, organizzata dalla Confraternita del Monte dei Morti, esistente dal 1652
- Statua in cartapesta del Cristo Morto, della metà dell'800, opera del Mannella
- Statua di Santa Liberata in terracotta, del 1800, opera di Florindo Naglieri
- Statua di San Pietro in terracotta, 1797 di Luigi Vasetta
- Crocifisso ligneo del 1700, opera del napoletano Giacomo Colombo
- Statue lignee di San Francesco d'Assisi (1500), San Bonaventura e del Cristo Risorto, di San Pietro e San Paolo Apostoli e Santa Liberata, del primo '600
- Statua del Sacro Cuore di Gesù, opera francese del primo Novecento.

### Chiesa di San Francesco di Paola, detta dell'Addolorata

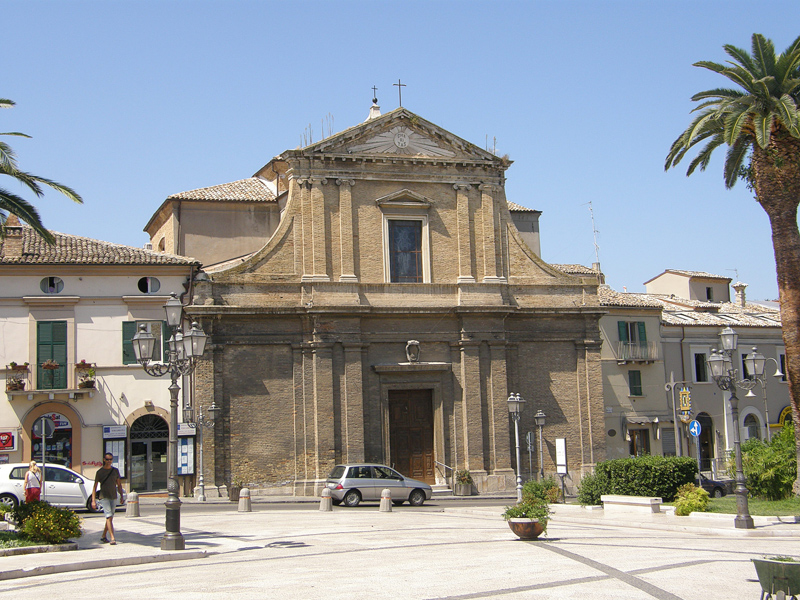
Chiesa di San Francesco di Paola

Si trova in Piazza Rossetti, nota anche come "chiesa dell'Addolorata". Le origini della chiesa risalgono al XV secolo, quando esisteva una cappella dedicata a Santa Maria de' Guarlati, dove si venerava un'icona miracolosa. Si racconta che Bellalta de Palatio, moglie di Notar Buccio di Alvappario, essendo malata, fece un voto alla Madonna di visitare le chiese di Vasto a piedi nudi se fosse guarita, ma a causa dell'aggravarsi della malattia, decise di essere sepolta nella cappella (1404). In seguito la chiesetta venne demolita per costruirci il Convento dei Paolotti, e la lastra tombale venne collocata sul muro occidentale della chiesa di Santa Maria Maggiore. Presso la nuova chiesa vennero costruite delle cappelle popolari dedicate alla Madonna dei Miracoli, a San Rocco, in ricordo della pestilenza.
Nel XVII secolo dal Generale dei Minimi di San Francesco di Paola fu inviato a Vasto frate Gregorio Valenti affinché fosse fondato un loro ordine, e dal 1604 iniziarono i lavori del nuovo monastero. La chiesa fu successivamente restaurata da don Cesare Michelangelo d'Avalos, e l'immagine antica della Vergine venne posta sulla parete del coro. Nel 1770 il convento fu soppresso e le rendite passarono al monastero di Caserta, e successivamente fu acquistato da Pietro Benedetti che lo trasformò in abitazione. Rimase solo la chiesa, restaurata nella metà dell'Ottocento in stile neoclassico da Silvestro Benedetti.
Tra le opere conservate ci sono la Pietà, opera scultorea di Giacomo Colombo, e i quadri della Madonna del Velo, della scuola di B. Luini, il San Carlo Borromeo di Nicola Maria Russo, e San Rocco di Filippo Andreola, la tela di Santa Lucia è di Giovan Battista De Litiis, il San Francesco di Paola è di un anonimo del XVII secolo. L'8 agosto del 1729 venne sepolto sotto il pavimento della chiesa il Marchese don Cesare Michelangelo, ultimo membro di rilievo della Casa d'Avalos.

### Chiesa della Madonna delle Grazie

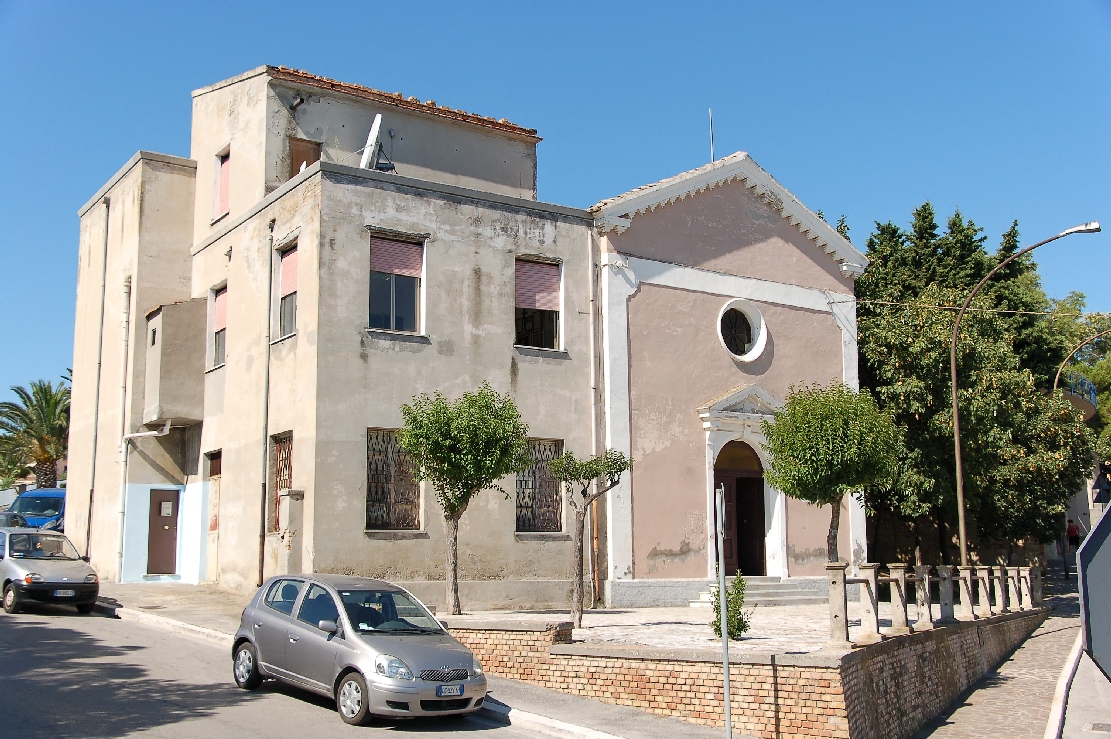
Chiesa della Madonna delle Grazie

Si ha notizia della costruzione della chiesa nel 1536, come riporta un'iscrizione sull'arcata della facciata. Si trova alla fine della nuova via Adriatica, sulla zona della frana del 1956, affacciata sull'omonimo belvedere. Si presume che la chiesa sia stata eretta grazie alla devozione popolare per i prodigi della Vergine durante la pestilenza del 1529, e oltre alla chiesa, venne avviato un ricco orto e una cella per gli eremiti. Incendiata il 1º agosto 1566 dai turchi, fu restaurata due anni dopo da Ferrante De Vito. Nel 1936, con atto del notaio Nicola Fantina, la cappella fu affidata alla Confraternita di Santa Maria delle Grazie, presieduta da Iacovo Di Bernardo. Luigi Marchesani la descrisse come un tempio a pianta circolare, costituita da una stanza al piano terra, da un locale al piano superiore destinato all'alloggio dell'eremita. La parte più antica è quella dove si trova l'altare con il quadro della Visitazione, opera ex voto, poi il coro per distinguere la navata unica dalla sagrestia, con cappella della Vergine delle Grazie. Lo stile è rinascimentale, vi è conservata una statua in legno di San Bonaventura del Cinquecento, proveniente dalla chiesa di Sant'Antonio di Padova, mentre nella sagrestia c'è un dipinto del XVIII secolo della Sacra Famiglia, di Nicola Tiberi.

### Chiesa della Santissima Trinità
Si trova nel rione di Guasto d'Aymone, piccola cappella situata in via Laccetti, frequentata soprattutto la sera del Giovedì santo per il giro dei "Sepolcri". La chiesa risale al XVIII secolo, come testimonia lo storico Luigi Marchesani, fatta edificare per devozione di Pietrantonio Ruzzi, il quale il 15 settembre 1712 assegnò 915 ducati, un oliveto e una vigna, come testimonia l'atto del notaio Diego Stanziani, affinché venisse eretta la chiesetta. Costruita da Domenico Molino, la cappella fu benedetta il 1 novembre dal cappellano Pietro de Nardis, nel 1731 si riuniva la cappella la Congrega dei Sacerdoti di Santa Maria dell Purità, istituita a Napoli da Francesco Pavone. Caduta in rovina, la cappella fu chiusa al culto fino al 1988, quando per volere di Vincenzo Sputore venne restaurata e riaperta al culto. Fino al 1975 presso l'altare maggiore si poteva ammirare il quadro della Santissima Trinità, opera del pittore fiammingo Guglielmo Borromeis, purtroppo trafugato. Il nuovo quadro rappresenta sempre la Trinità, realizzato da Gaetano Casanova, mentre nel 1995 veniva benedetto il quadro della "Madre Celeste", opera di Cesarino Cicchini. La chiesa ha un aspetto neoclassico, a navata unica, con semplice ingresso a cappella. Notevoli sono i resti di opus reticolatum  di epoca Romana che sono visibili all' interno , sulla sinistra, per alcuni metri inglobati nella struttura della chiesetta.

### Facciata della chiesa di San Pietro

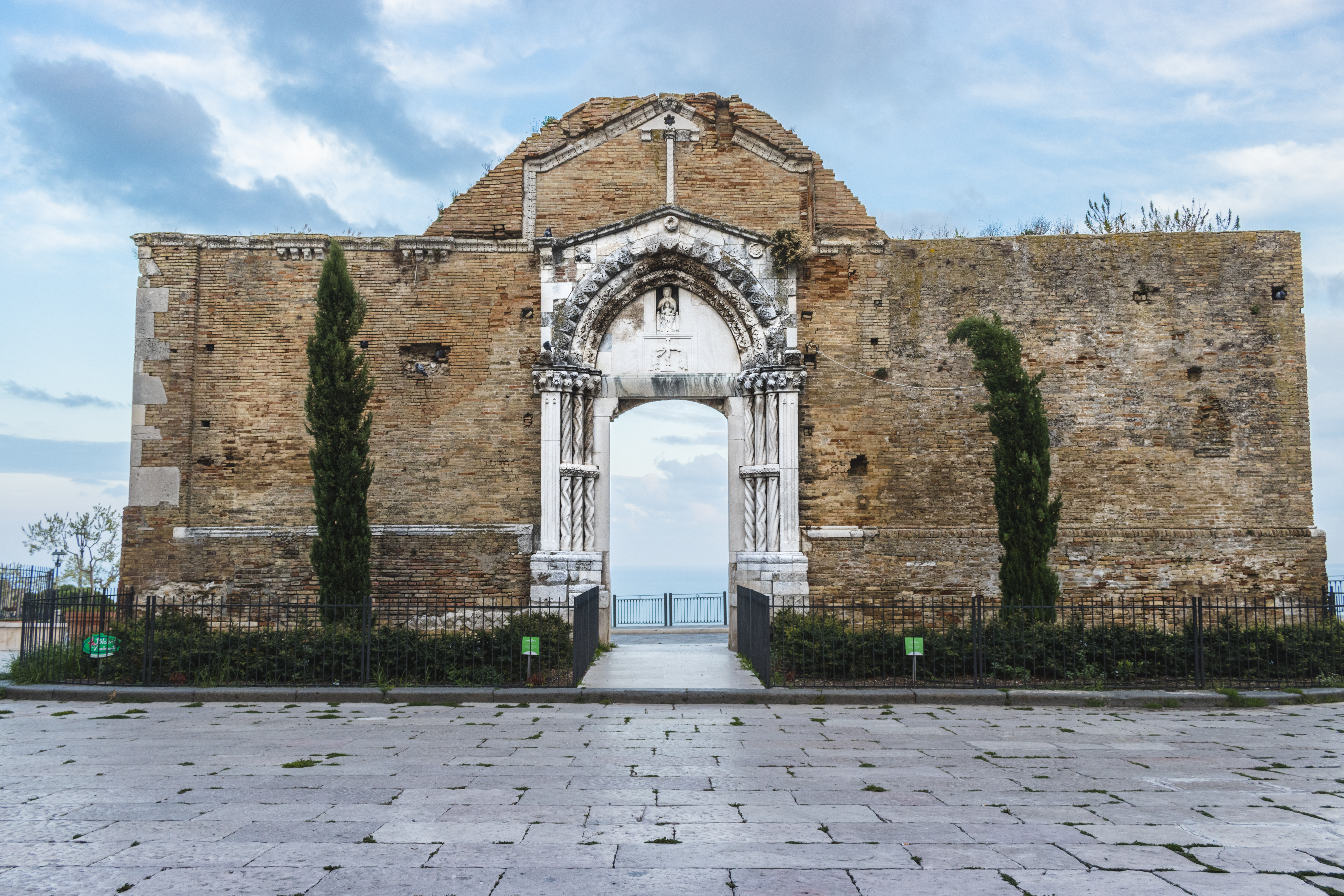
Facciata della Chiesa di San Pietro

La chiesa si trova nella nuova via Adriatica, lungo la passeggiata del Muro delle Lame, ed era la più cara ai vastesi, nonché una delle più antiche della città. La chiesa fu demolita tra il 1959 e il 1960 a causa della grave frana che colpì il quartiere di Guasto d'Aymone nel 1956. La facciata di medievale conservava solo il portale, mentre il resto era barocco, con un finestrone centrale murato, un piccolo campanile a vela sulla sinistra, e la grossa torre campanaria di origini trecentesche, usata anche per gli avvistamenti. L'interno originariamente era anch'esso romanico, ma fu restaurato nel tardo Settecento, sicché le primitive colonne ottagonali furono ricoperte dallo stucco della ristrutturazione neoclassica. Una lapide ivi rinvenuta lascia chiaramente intuire come l'edificio romanico sia sorto sui resti di un tempio romano, dedicato a Cerere.
Secondo la tradizione fu fondata nel 900 d.C. presso il tempio, nel 1015 venne ceduta dal conte Trasmondo di Chieti per la redenzione dei suoi peccati, ai benedettini di San Giovanni in Venere, che vi edificarono un convento, divenendo la seconda chiesa più importante di Vasto, insieme a Santa Maria Maggiore. Nel 1690 Il cardinale Altieri donò alla chiesa una reliquia della Santa Croce, conservata poi in un ostensorio cesellato, nel 1739 divenne Insigne Collegiata, e iniziarono dei lavori di ampliamento e restauro delle tre navate. A causa delle secolari liti delle collegiate di San Pietro e Santa Maria Maggiore, nel 1808 Giuseppe Bonaparte soppresse ambedue, unificandole in un unico Capitolo presso la vecchia chiesa di Sant'Agostino, che divenne il Duomo di Vasto nel 1853, dedicato a San Giuseppe. Nel 1915 San Pietro tornò ad essere parrocchia, e nel 1922 ne prese possesso don Romeo Rucci, il parroco che assisterà al disastro del 1956, alla demolizione della chiesa, e che tenterà inutilmente di farla riedificare dalla Curia. La chiesa rimase in piedi dopo la frana, ma profondamente lesionata nella parte dell'abside, ragion per cui, a causa del terreno cedevole, venne spogliata degli arredi sacri e pian piano abbattuta, lasciando solo la porzione con il prezioso portale gotico.
Della chiesa rimane la facciata con annesso portale tardo-duecentesco nella cui lunetta vi sono delle raffigurazioni della Madonna col Bambino e della Crocifissione. Ai lati del portale vi sono dei resti di opus reticolatum. La lunetta reca due sculture: la Madonna col Bambino e la Deposizione, con Cristo con la corona da Re.

### Chiesa di Santa Filomena
Sita nel Palazzo Genova Rulli in via Anelli, esisteva già nel XIII secolo, quando era l'ospedale dell'Annunziata, retto dall'omonima confraternita. Nel 1500 l'ospedale venne donato a frate Giovan Battista da Chieti, per introdurre l'ordine di San Domenico, così la chiesa venne trasformata in un convento con sei celle. La prima comunità era composta da priore, quattro sacerdoti e sei novizi. La consacrazione avvenne il 16 agosto 1543, nel 1566 la chiesa fu incendiata dai turchi, depredata degli arredi e dei paramenti sacri, tra cui una croce in argento, una corona della Vergine, un giglio di San Michele e tre campane.

Nel 1789 fu ricostruita in forme più modeste, nel 1809 Gioacchino Murat con apposito decreto soppresse gli ordini religiosi, e così anche la Congrega dell'Annunziata. La chiesa passò ai Chierici della Madre di Dio di Napoli, che non mostrarono interesse per la piccola chiesa vastese. La nobile famiglia Genova Rulli allora acquistò la chiesa con il convento, trasformando quest'ultimo in residenza signorile, mentre Giuseppe Antonio Rulli, con interessamento dell'arcivescovo Saggese, provvedeva al restauro della cappella. L'attuale chiesa ha un aspetto tardo barocco molto semplice, con facciata in bugnato liscio, architrave a timpano triangolare e navata unica.

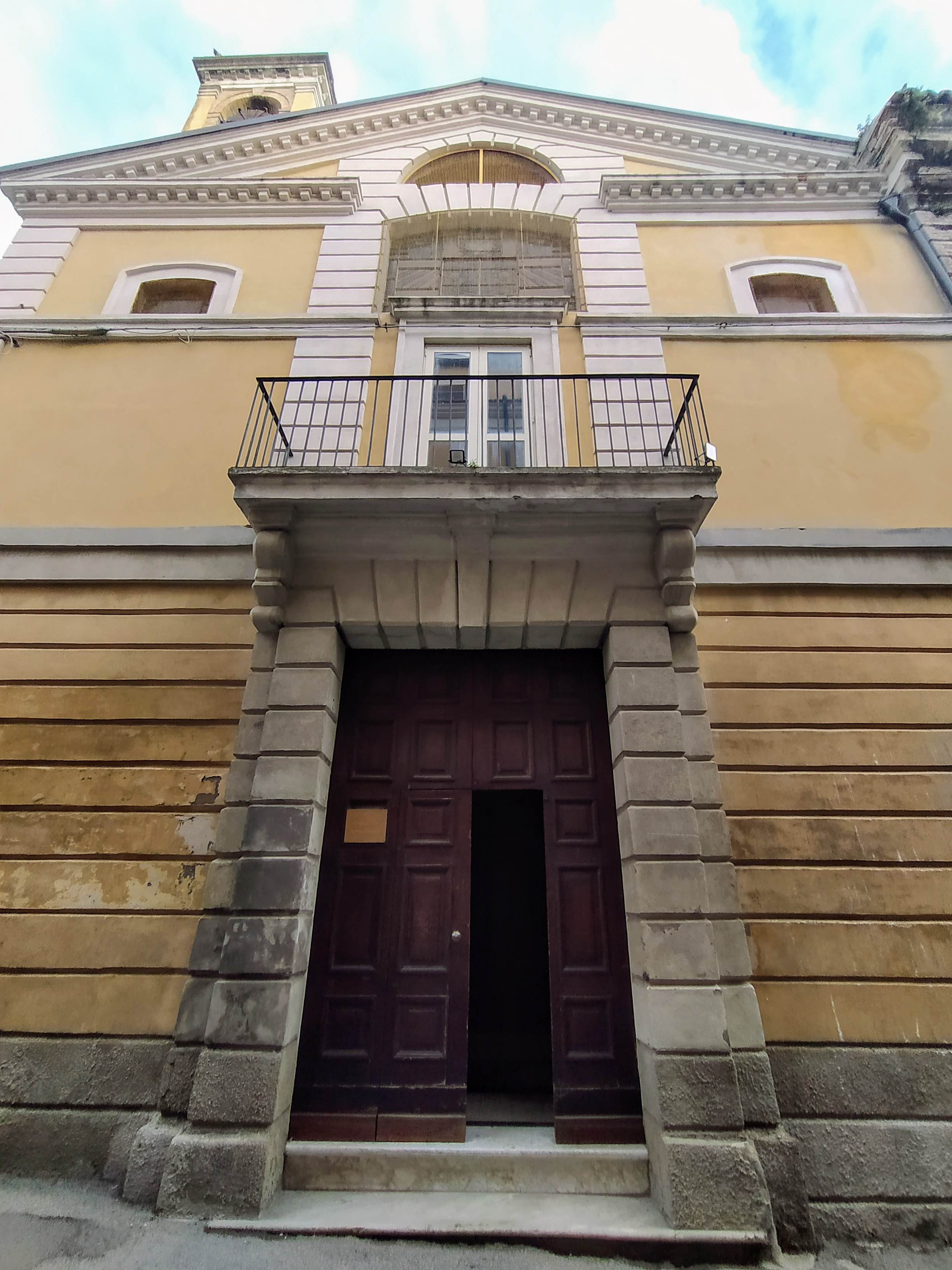
Facciata della chiesa di Santa Filomena
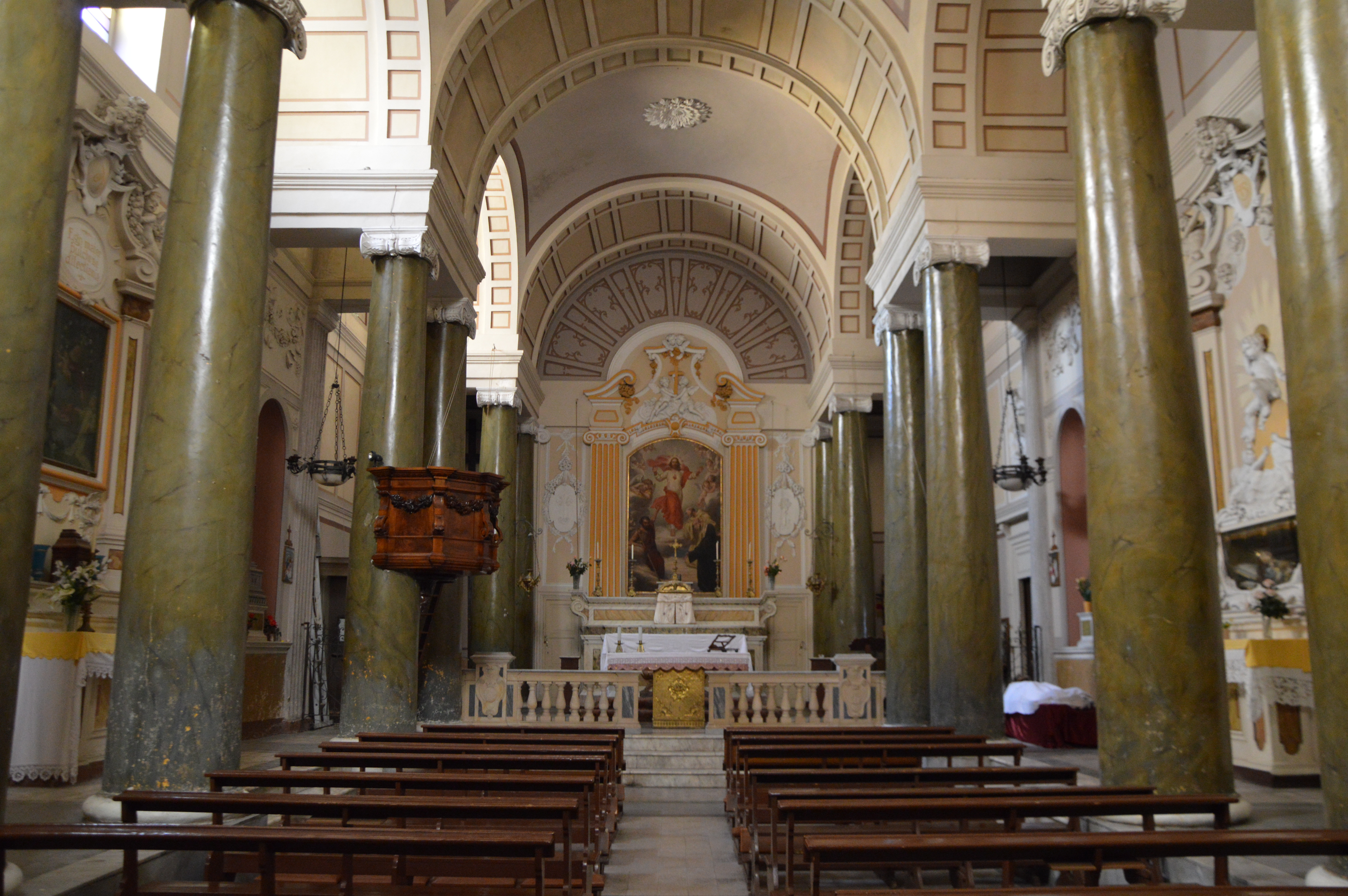
Interno chiesa di Santa Filomena

### Chiesa di San Teodoro
Sita nel Palazzo Ciccarone sul Corso Plebiscito. Secondo le cronache di Marchesani, il 4 dicembre 1751 giunse a Vasto il corpo di San Teodoro, accolto nella Collegiata di San Pietro, e acclamato patrono della città. L'urna dopo aver sostato nella cappella della Madonna delle Grazie, fu condotta in processione fino alla chiesa omonima nella strada dei Forni (oggi via San Francesco), e infine collocata presso l'altare del transetto destro della chiesa del Carmine. Secondo Francescopaolo D'Adamo però il corpo di San Teodoro corrisponderebbe a quello del Marchese Cesare Michelangelo d'Avalos, che donò alla città il 3 novembre 1695 il corpo di San Cesario, conservato a Santa Maria Maggiore. La collocazione del corpo di San Teodoro nella chiesa del Carmine fu voluto dalla Marchesa Ippolita, moglie di Cesare Michelangelo, e dopo la sua morte, il corpo del consorte (1729) non fu mai ritrovato, forse sepolto a San Francesco di Paola, e da qui nacque l'ipotesi della confusione dei due corpi, quando il presunto cadavere di San Teodoro fu portato in processione il 4 dicembre 1751, trasferito nella chiesa del Carmine.
La piccola chiesetta fu eretta nel 1734 per volontà di Carlo De Nardis, e ceduta poi dai de Nardis a  Ciccarone con  il complesso  rinominato poi Palazzo Ciccarone, (oltre alla chiesetta della Trinità anch'essa dei De Nardis))  con il portale d'ingresso affacciato su via San Francesco. L'interno è a navata unica, rivestita di bassorilievi tardo barocchi, (il cui soggetto evidente è lo spigonardo, simbolo dei De Nardis e le scene di caccia care ai De Nardis provenienti da Avezzano) è arricchita da importanti tele settecentesche probabilmente di Pietro Gamba , oltre a un pavimento in ceramica di Vietri raffigurante la leggenda  del fortunato recupero della sacra salma presso Brindisi .

### Cappella della Madonna della Catena

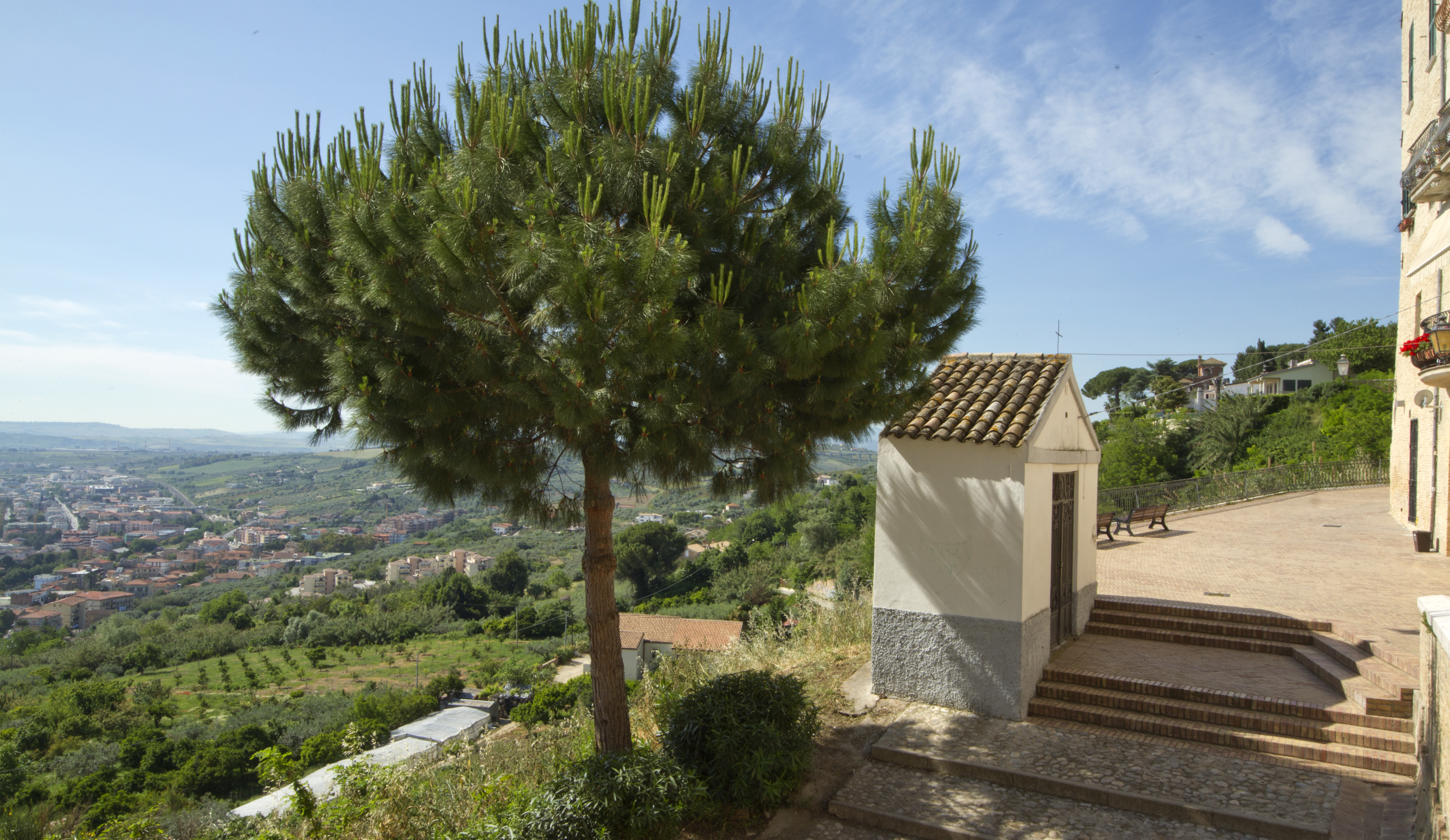
Cappella della Madonna della Catena

Si trova presso la Loggia Amblingh, fuori Porta Catena. La fede popolare dei vastesi volle che presso Porta Catena (o Santa Maria), dove nel 1816 iniziò la frana fino a Ripa dei Ciechi, nonché a ringraziamento di essere scampati al pericolo dell'epidemia di tifo del 1817 e del 1837, venisse eretta una cappella dedicata alla Madonna della Catena, per preservare la città da altre sventure. La catena è simbolo di Fede e Speranza per i vastesi, per le madri, per le spose, per rinsaldare il vincolo e una promessa d'amore e di fiducia. La piccola edicola però venne negli anni trascurata, e nel 1984 si dovette intervenire con il restauro dell'edificio, e nel 1898 con il restauro del prezioso quadro della Vergine. Il quadro rappresenta il tragico avvenimento del Calvario: la deposizione della Croce di Cristo tra le braccia di Maria e della Maddalena, a voler simboleggiare l'attesa di Resurrezione e la conseguente liberazione dalle catene del dolore.

### Chiesa dell'Annunziata ed ex convento dei Domenicani

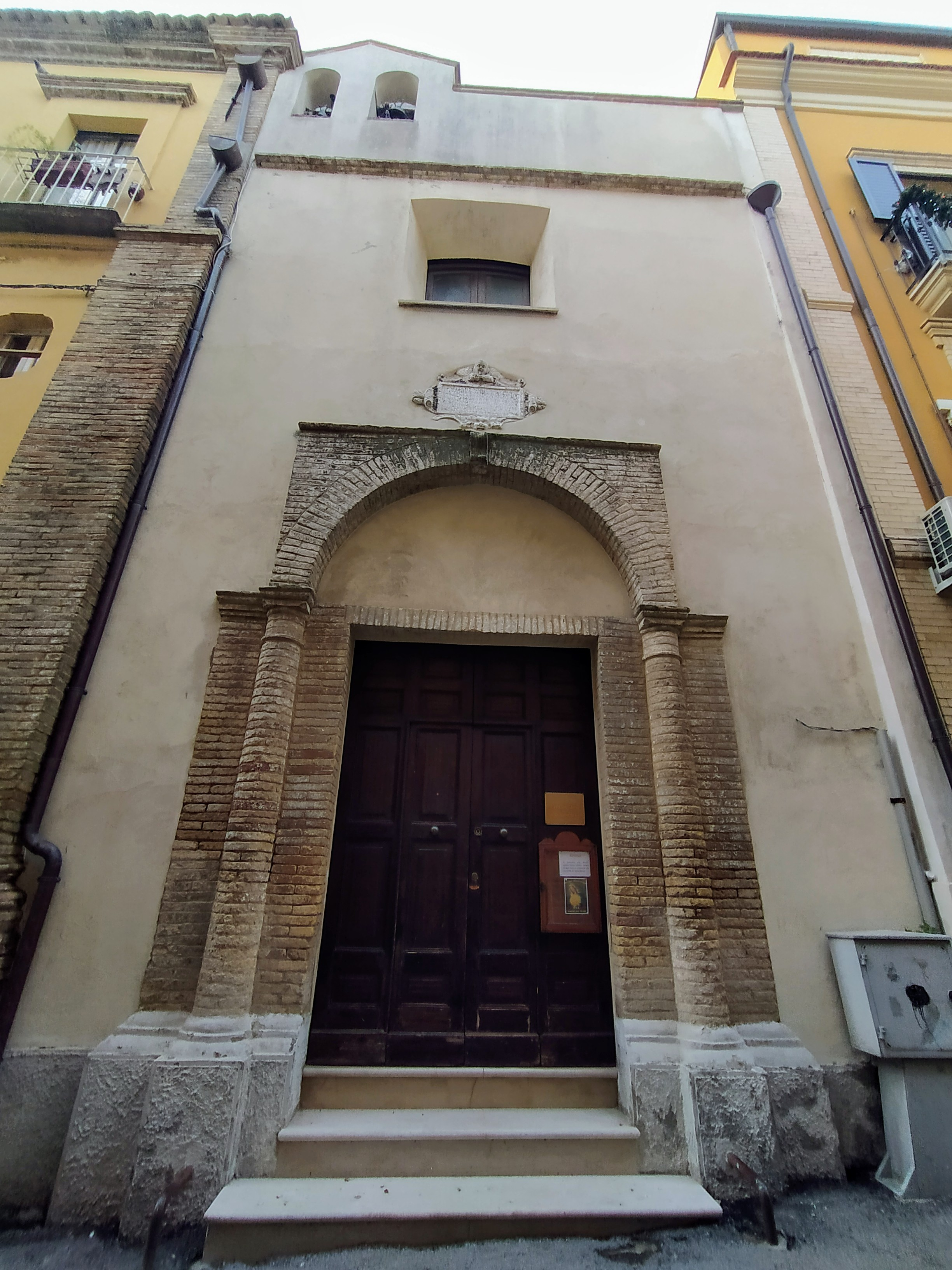
Esterno della chiesa della Santissima Annunziata

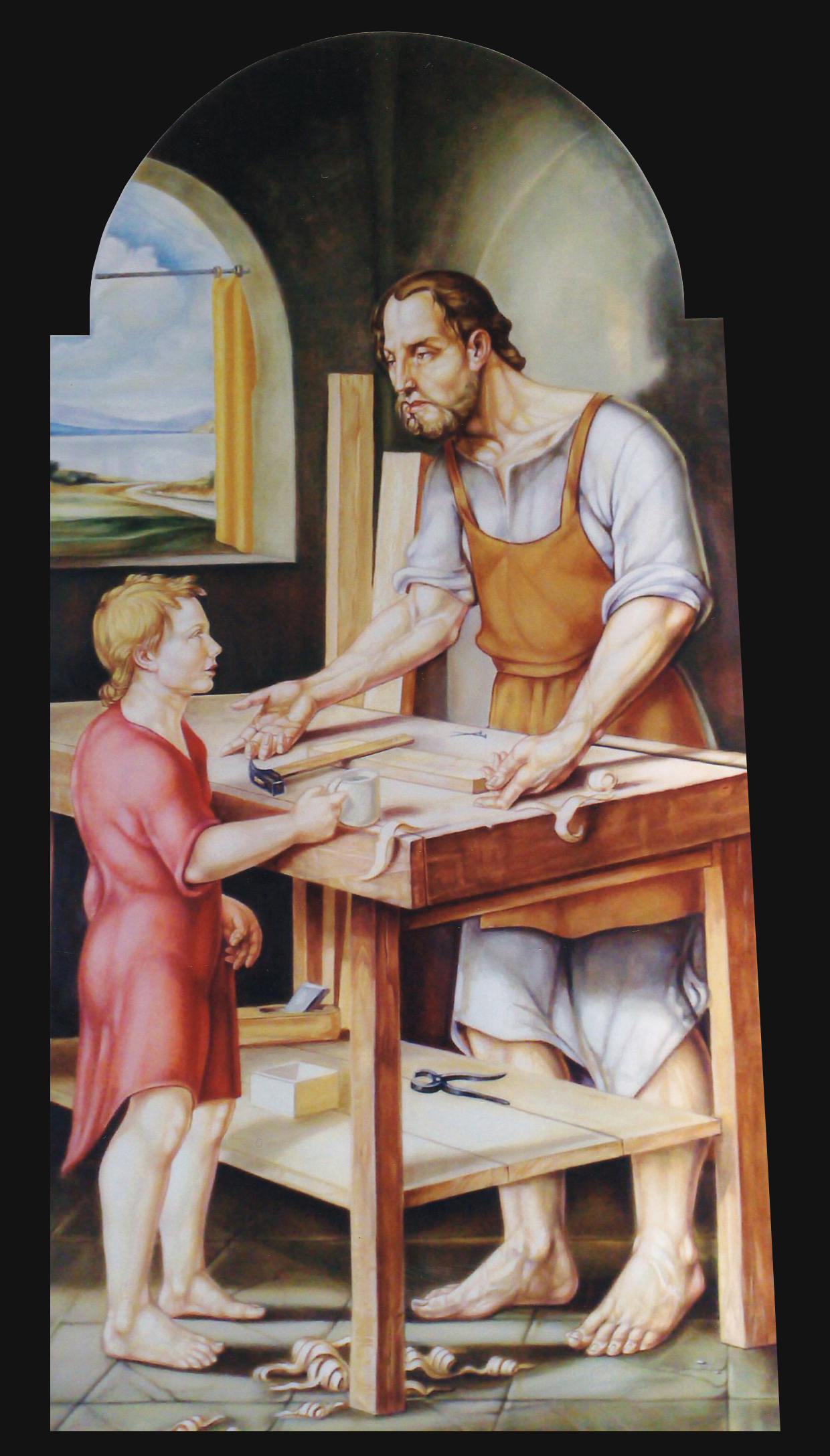
Dipinto di “San Giuseppe Lavoratore”, opera di Giuliani nella chiesa della Santissima Annunziata

In via Anelli, risulta edificata già nel XV secolo, quando esisteva una chiesetta annessa a un ospedale per gli infermi, di proprietà dei Padri Domenicani. Nel 1566 la chiesa diventò ufficialmente sede della Confraternita dell'Annunziata, che provvide ad ampliare la chiesa, dotandola di un chiostro con la cappella privata della famiglia d'Avalos. L'ospedale era retto dalla Congrega, come risulta da un documento del notaio Colonna del 22 gennaio 1795.

Nel 1520 i d'Avalos convinsero il padre Giovanni Battista di Chieti a trasferirsi a Vasto, donandogli il governo della chiesa e i beni delle rendite, e la donazione avvenne il 22 ottobre 1523 con firma di Alfonso d'Avalos. L'ospedale fu trasformato in monastero con scuola di noviziato: la primitiva estensione corrispondeva alle due strade parallele di via Anelli e via San Francesco, ma la chiesa venne più volte ristrutturata, consacrata nel 1543, denominata popolarmente Annunziata Maggiore per differenziarla dalla cappella dell'Annunziata (o di San Gaetano) situata in zona Santa Maria Maggiore.

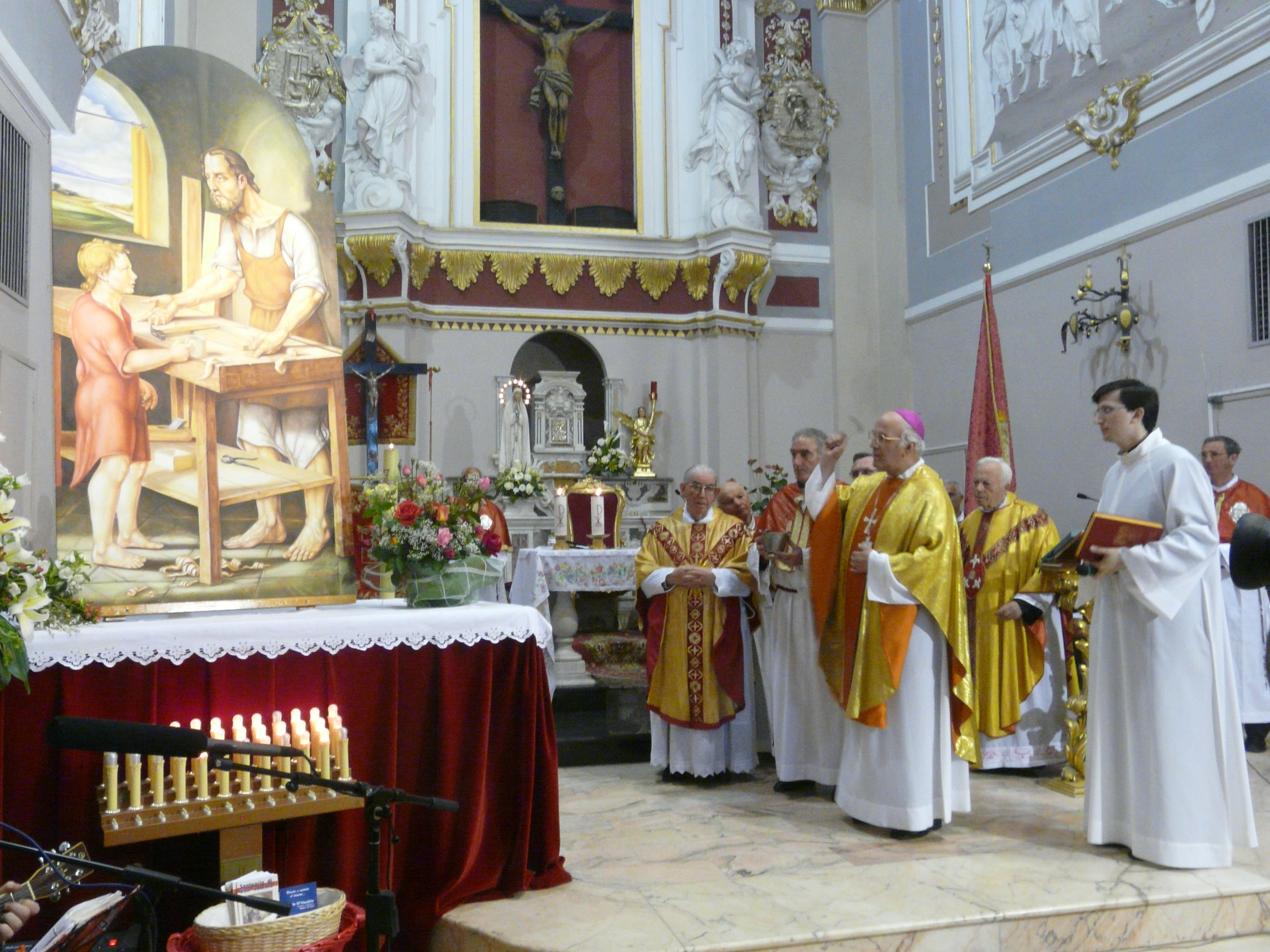
Il vescovo Giuseppe Molinari benedice il quadro "San Giuseppe Lavoratore" nella Chiesa di Sant'Antonio

Dopo la devastazione turca del 1566, la Confraternita riparò la chiesa, nel 1576 il Marchese d'Avalos, Priore della Confraternita, eliminò alcuni altari, tra cui quello della Madonna del Carmine, facendone costruire uno nuovo dedicato a Gesù. Nel 1577 i padri domenicano tenevano ancora la scuola di noviziato, nel 1610 vi si svolsero importanti seminari e convegni ecclesiastici. Nel 1755 la chiesetta venne arricchita con un altare con l'immagine della Vergine, delle statue della Madonna e di San Michele, di un organo e due campane. Nel 1809 il convento fu soppresso per le leggi napoleoniche, e il barone Giuseppantonio Rulli acquistò il convento per trasformarlo in residenza signorile, fondendolo con quello della chiesa di Santa Filomena, già Collegio della Madre di Dio. La chiesa attuale ha un unico altare e navata unica, una facciata assai semplice, con il portale cinquecentesco, le statue votive della Vergine e di San Michele, la tela dell'Annunziata presso l'altare e un arredo stilistico tardo barocco.

### Cappella di Santa Maria di Costantinopoli
Si trova nel Palazzo Aragona, presso la villa comunale, le cui scuderie oggi sono usate come mostra del Premio Vasto. Le origini della chiesa sono legate ad un aneddoto: un soldato francese, al seguito del generale Lutrec, lasciò in custodia al Mastrogiurato di Vasto Eleuterio Crisci una grande somma di denaro, il quale pensò, non vedendo tornare il proprietario, di devolverli per la costruzione dell'attuale Palazzo Aragona. L'edificio fu ultimato nel 1522 dal vastese Dario D'Antonello, e fu preso in possesso da Maria d'Aragona, Marchesa del Vasto, nipote del re di Napoli, e moglie di Alfonso d'Avalos. Nella cappella visse Suor Maria Scianone, dell'Ordine Minore, originaria della Dalmazia. La cappella successivamente andò in mano a don Cesare Michelangelo d'Avalos, che abbellì il complesso, facendolo adornare di opere murarie. Nel 1704 Frate Francesco Coliazzo che vi dimorava lasciò in eredità la cappella con tutti i suoi beni ai nuovi possessori del palazzo. Alla fine dell'Ottocento il palazzo venne restaurato da Giovanni Quarto di Belgioioso, sposo di Ortensia d'Avalos. La cappella conserva un bel quadro della Vergine col Bambino.

### Chiesa di Sant'Anna

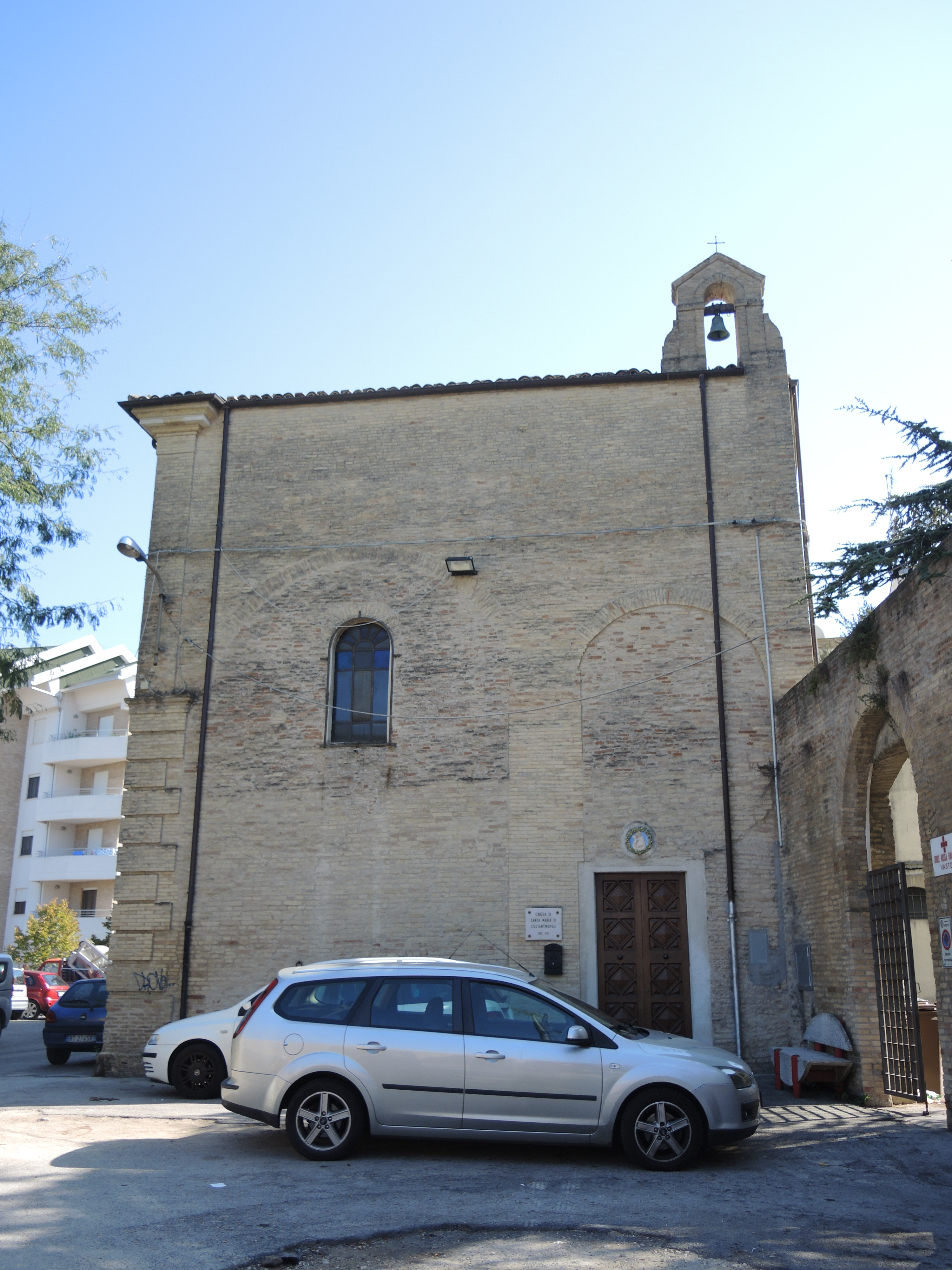
Cappella della Madonna di Costantinopoli, presso il Palazzo Aragona

Dedicata alle mamme, si trova in via Sant'Anna, racchiusa dall'ampia scalinata curvilinea di un edificio nobile, che vi è stato costruito attorno alla metà dell'800. L'edificio sorse nel XVI secolo come sede conventuale dell'Ordine Francescano dei Cappuccini, su dei terreni coltivati donati nel 1581 dal facoltoso possidente Bernardino Sottile, con l'assenso dell'abate dell'abbazia di San Giovanni in Venere. La chiesa fu aperta al culto nel 1585 come "Santa Maria degli Angeli", e due anni dopo fu completato il convento. Nel 1811 a seguito della soppressione dell'ordine per decreto napoleonico, l'intero complesso fu incamerato nel regio demanio, e posto in vendita. Nel 1818 il convento fu ceduto a Pasquale Maria Genova , che vi costruì una villa neoclassica, su progetto dell'architetto Nicola Maria Pietrocola, con la bella scalinata curvilinea di ingresso. La chiesa fu sempre attiva, e ospitò il 15 settembre 1832 il re Ferdinando II delle Due Sicilie in visita a Vasto. Nella metà dello stesso anno la chiesa fu acquistata da Felsino Benedetti, capitano della Guardia Nazionale, intestata successivamente a Michele, Witigenicola, Aristeo, Silvio e Irene Benedetti nel catasto savoiardo (1880). Alla fine dell'800 il fabbricato venne ristrutturato, con modifica della disposizione interna del 12 vani, utilizzati come caserma per i soldati di leva. Gli eredi della famiglia Benedetti nel frattempo donarono l'edificio della chiesa ai Cappuccini del Convento dell'Incoronata. Ci fu un grande intervento di restauro nel 1984 per riportate la chiesa a luogo di culto, e a causa dell'abbandono alcune opere d'arte, come il quadro di Sant'Anna, vennero trafugate. Nella chiesa sono sepolti i corpo di Bernardino Sottile (1598), Francesca Carata e il marito don Diego d'Avalos (1697), i benefattori della costruzione della chiesa del Carmine.Come nuovo quadro, venne completata l'opera di Filandro Lattanzio, presentato ai fedeli il 15 ottobre 1984. Sul portale della chiesa si trovava una lunetta raffigurante San Gioacchino, Sant'Anna e Maria Bambina, successivamente trasferito nella sacrestia, presso l'altare c'è il dipinto del Lattanzio raffigurante Sant'Anna e la sua famiglia, mentre altri dipinti sono quelli dell'Incoronazione della Vergine (XVII secolo), la Deposizione del XVIII secolo, la Via Crucis del 1985 della pittrice Ruttar Mariska.

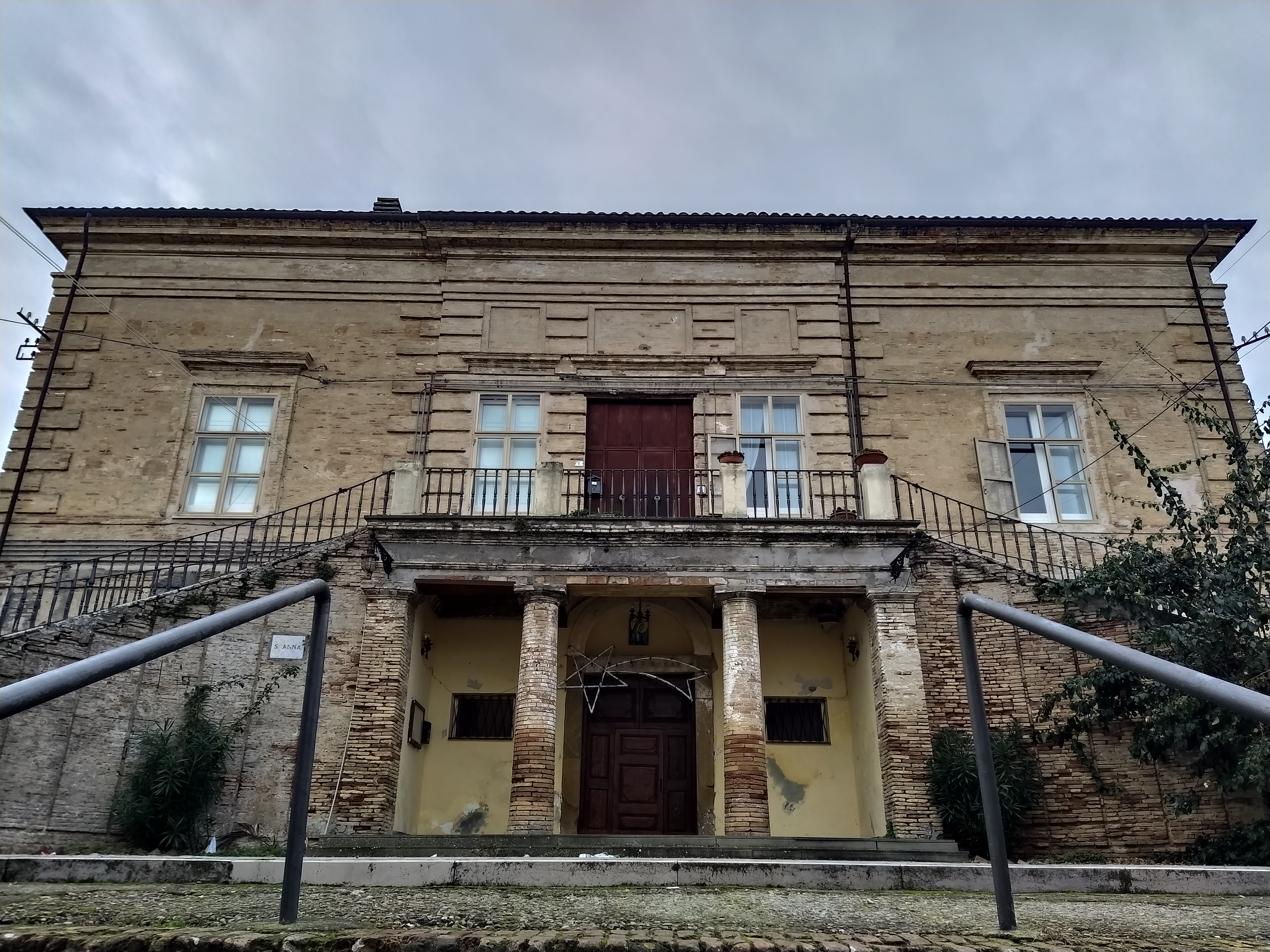

### Chiesa di Sant'Antonio Abate
Situata nell'omonima frazione a sud del centro, esisteva sin dal 1569, divenuta parrocchia nel 1973, restaurata completamente nel 1994. Conserva l'antico aspetto rurale rinascimentale, con pianta rettangolare a navata unica: tra le opere di pregio conserva l'Adorazione dei Pastori di Gerrit von Hontort (1600), l'altare, il leggio e il tabernacolo in pietra del 1994, opera di Domenico Zambianchi.

## Chiese al di fuori del centro storico

### Chiesa Parrocchiale di San Giovanni Bosco (Salesiani)
Parrocchia degli anni '60, comprendente circa 2000 famiglie con oltre 6 000 abitanti, espansa soprattutto negli anni 70, svolgendo attività educative, catechesi e solidarietà comunitaria, con l'obiettivo di porre maggiore attenzione alle esigenze sociali della comunità parrocchiale seguendo la specificità della spiritualità salesiana, in particolare verso le giovani coppie, seguendole sia nella fase prematrimoniale che nei primi anni di vita familiare.

La cura di questa chiesa parrocchiale è affidata alla comunità dei Salesiani di Don Bosco, che opera sul territorio dal 13 ottobre 1966. Il 1º marzo 1970 viene avviata l'attività parrocchiale, svolta provvisoriamente dapprima nei locali di via S. Lucia e in seguito in un'aula dell'Istituto Professionale. Solo due anni dopo, nel 1972, ebbero in cura la nuova chiesa di San Giovanni Bosco, nella quale vengono portati avanti percorsi di iniziazione alla vita cristiana che raccolgono numerosi bambini e ragazzi della città, così come gruppi di formazione che vedono la partecipazione di giovani e adulti. Non mancano attività rivolte a giovani coppie e neo sposi. La maggior parte del lavoro pastorale della Parrocchia viene svolto nei locali dell'oratorio in via San Domenico Savio.

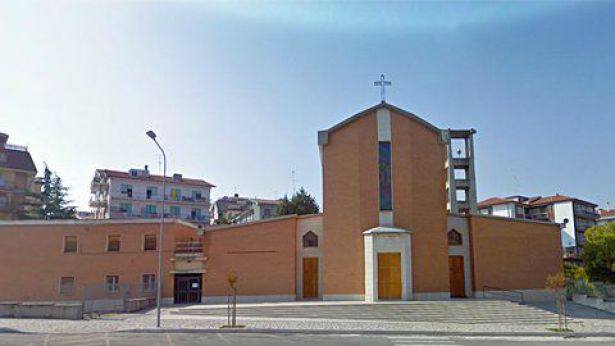
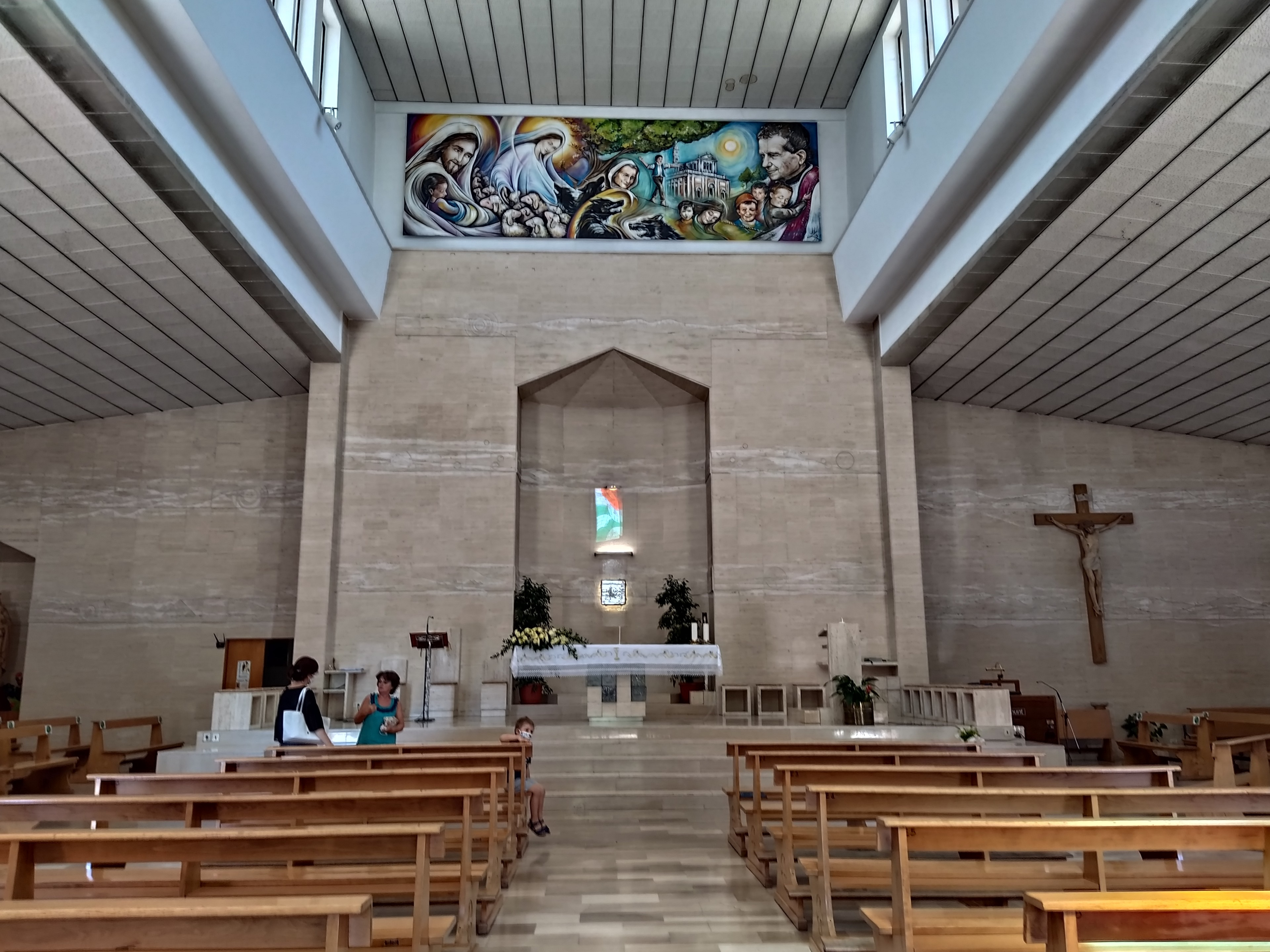

### Cappella del Santissimo Crocifisso dell'Istituto "Figlie della Croce di Sant’Andrea"
Si trova in via Madonna dell'Asilo, è una cappella annessa all'istituto scolastico "Figlie della Croce".
La chiesa risale al 1969 progettata da Luciano Tosone, e si ispira alle basiliche romaniche di Roma, particolare è l'abside decorata nel catino con pitture. L'altare e il seggio sono ricavati dalla pietra, il Crocifisso è una scultura in terra cotta, insieme al percorso della Via Crucis, opere di Ennio Minerva.
La chiesa ha pianta rettangolare, con facciata a capanna ornata da cornice marcapiano, un portale architravato e un oculo centrale in asse. Il campanile laterale è una torre a pianta quadrata.

### Resti della chiesa di Santa Croce
Sono siti in Via Roma sotto le gradinate dell'Arena delle Grazie. La zona occidentale della chiesa è riemersa nella metà degli anni settanta del XX secolo dove sono stati trovati dei frammenti di mosaici. La chiesa era sita alla periferia della città antica presso un incrocio di due strade ortogonali presso le terme e, forse, di un macellum. Lo stile dei muri è simile alle chiese pugliesi settentrionali coeve. L'interno era a navata unica con abside.
Una chiesa posta a ridosso delle mura, si trovava sotto la Loggia Amblingh, la chiesa di San Nicola a Tre Segni, che doveva trovarsi presso la via omonima. Nella grave frana della prima metà dell'Ottocento che coinvolse la Loggia Amblingh, questa chiesa andò distrutta. Doveva sorgere a poca distanza da Fonte Nuova.

### Ex convento di Sant'Onofrio

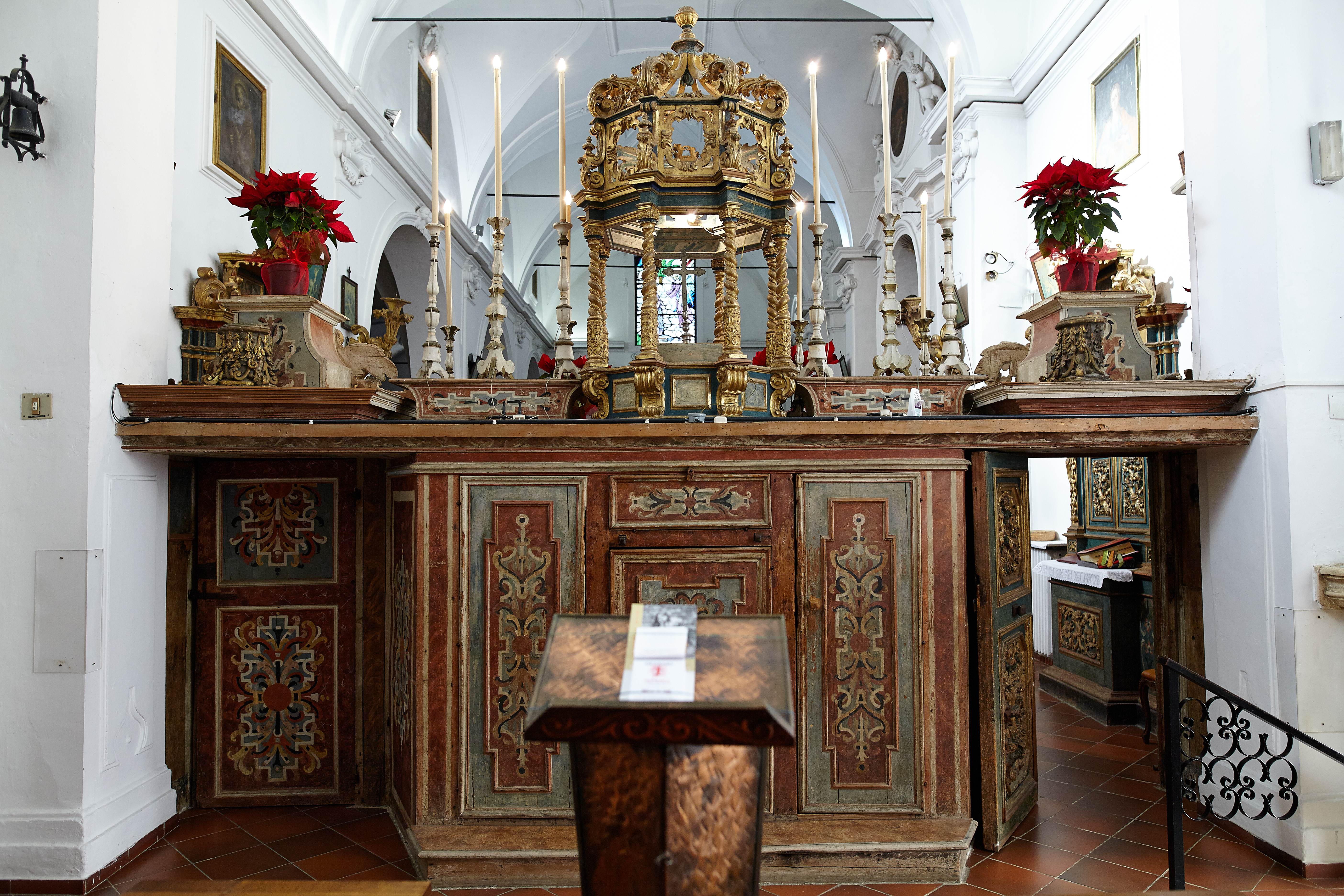
Interno della chiesa di Sant'Onofrio, l'altare monumentale

Sito in via Sant'Onofrio e risalente al 1440. Dei restauri alle zone abitative dell'area conventuale hanno portato alla perdita di alcuni fregi, tra cui degli intonaci, dei dipinti, delle decorazioni murarie, dei pavimenti e degli infissi. Presso gli altari delle navate è stato recuperato un ciclo pittorico forse raffigurante degli episodi della vita di . Il convento constava di chiostro mentre la chiesa ha una navata principale e una piccola navata laterale. La chiesa ha dimensioni ridotte. Nei primi secoli la chiesa forse aveva la volta solamente nella zona absidale, mentre la navata aveva il soffitto a capriate. Al suo interno conserva la salma di beato Sebastiano da Celenza sul Trigno. La chiesa in stile barocco, si conserva finora nel suo aspetto originario, dopo la ricostruzione post 1566. L'interno è diviso in due navate coperte a volta, situata sul lato meridionale; l'edificio adibito al culto, nell'intero complesso quadrangolare si trova a meridione. Nel XVII secolo è stato rinnovato il coro presso l'altare, con pezzi lignei dell'artigianato locale. Le sculture di maggior rilievo sono: un espressivo Cristo ligneo della fine del '400, l'altare maggiore ligneo di Tommaso Cefalo (1710), il Crocifisso con Sant'Onofrio, in legno smaltato del XVII secolo, un leggio intagliato e scolpito dai frati, il dipinto di Sant'Onofrio (1788) opera di Giuseppe Casanova, e altre tele seicentesche. Nella cappella del Crocifisso ci sono affrescate scene di vita del santo.

### Santuario di Maria Santissima dell'Incoronata
Situata nell'omonima frazione, a nord di Vasto, che ormai è divenuto un quartiere, è sede dell'Ordine dei Frati Cappuccini nel convento.
Fino al 1809 il convento dei Cappuccini si trovata, tra il 1582-85, presso la chiesa di Santa Maria degli Angeli, o Sant'Anna, più vicino al centro di Vasto. Soppresso poi per le leggi napoleoniche, il convento fu chiuso nel 1811, e demolito dal barone Genova Rulli, che vi costruì un palazzo, annettendo la chiesa di Sant'Anna. Il 31 marzo 1860 il re Francesco II delle Due Sicilie autorizzava l'apertura di un nuovo convento per i Cappuccini, eretto dai coniugi Antonino Celano e Giovannina Mayo; l'8 settembre dello stesso anno sotto la guida di Padre Giuseppe Cerritelli, i frati posero dimora nei modesti locali della chiesa dell'Incoronata fuori le mura, direzione mare. Il 7 luglio 1866 fu soppresso dalle leggi piemontesi. I Cappuccini furono ospiti nella villa di Antonino Celano, fino alla nuova concessione nel 1883 dell'area dell'Incoronata ai Cappuccini. Nel 1889 Padre Francesco da Palombaro curò la costruzione del piano superiore del convento, per accogliere una scuola per novizi, nel 1914 fu trasferito da Penne il primo seminario serafico della provincia di Chieti, rimasto attivo fino al 1977, quando per crisi delle vocazioni la scuola fu chiusa.
Nel settembre 1986 fino al 1992 il convento è stato sede del postnoviziato dei Cappuccini d'Abruzzo. La cappella dell'Incoronata, nella prima metà del XVIII secolo era sorta sopra l'antica chiesa di San Martino, ampliata nel 1871, fu restaurata e ulteriormente ampliata nel 1918, mentre nel 1938 venne completata la facciata del convento in stile post-neoclassico rurale.
Infatti in immagini storiche la facciata e gli interni, compreso il campanile, erano in stile rurale abruzzese, pseudo rinascimentale, con porticato ad archi davanti al.portale, facciata piana con finestrone centrale. La facciata è stata modificata con un portico in mattoni più elaborato, facciata decorata da ornamenti pseudoromanici, finestroni a trifora, architravi a timpano spezzato. Il campanile rettangolare ha copoie di archi per lato, e cuspide. L'interno a navata unica ha volta a botte leggermente ogivale, con cappelle laterali e tabernacolo monumentale all'altare maggiore, con la statua di Maria Santissima Incoronata.
Il convento laterale è prevalentemente moderno, con un chiostro quadrato.
Le origini del santuario risalgono al 1738, considerando prodigiosa una cappella ivi costruita, dedicata alla Beata Vergine Incoronata. In quell'anno una grave siccità minacciava i raccolti, e fu ordinata una processione penitenziale, portando attraverso le campagne colpite la statua della Vergine Incoronata, e giunta la processione presso San Martino, scoppiò un temporale, e la pioggia fece rivivere i campi.

### Complesso monumentale di Santa Lucia
È sito in Via di Santa Lucia nel Vallone L'Angrella. Un monastero dedicato a Santa Maria in Valle sito nel Fosso dell'Angrella forse era adiacente alla chiesa omonima che fu possedimento dell'abbazia di Santa Maria di Farfa. Tuttavia la prima notizia risale al 1276 quando l'abate di Santa Maria di Casanova reclamò al re Carlo I d'Angiò poiché Andrea De Sully esigeva che i pastori del monastero cistercense che transumavano in Puglia pagassero un pedaggio per un certo numero di castrati. Al rifiuto dell'abate, furono sequestrati gli animali, fu saccheggiata la chiesa, fu sottratto il frantoio della grangia e furono confiscati gli arnesi della imbarcazione con cui venivano portati i viveri per il monastero di santa Maria alle Tremiti. Dal XV secolo fu chiamato Grangia di Santa Lucia o monastero o badia di Santa Maria in Valle.
Era dotato di una chiesa, di camere e di un pozzo. Nel 1566 fu ricostruito in seguito all'incendio provocato dai turchi. In seguito fu gestito da un priore fino al XVIII secolo. Il territorio del fosso dell'Angrella fu poi coinvolto da alcune frane e già nel 1794 il monastero non esisteva più ma gli incassi urbani e rurali furono riscossi fino al XX secolo. Attualmente La chiesa omonima di Santa Lucia annessa al palazzo rurale dei d'Avalos del XVIII secolo è comunicante con i resti della costruzione benedettina attraverso dei campi presso via di Santa Lucia. Il monastero di Santa Lucia è in deterioramento.

### Chiesa di San Nicola
Nella periferia Nord di Vatso, in prosecuzione di via Santa Lucia, fino all'omonimo belvedere, si trova la piccola chiesa di San Nicola. Dallo storico Viti si sa che la chiesetta esisteva già dal 1644, ma forse è anche più remota, dato che si ha menzione, dalla bolla papale di Pasquale II (XII sec), della presenza di un castello fortificato, strategicamente piazzato, detto "Torricella", di cui furono trovati riscontri  sul belvedere. A quell'epoca si onorava il santo nella prima domenica di maggio, e poi nella terza domenica. Nel 1873 il canonico Miscione ristrutturò a sue spese la chiesa, per la solenne processione di quell'anno. La processione in seguito fu sospesa fino alla ripresa nel 1903.

La chiesa è una piccola cappella a navata unica, con la facciata intonacata di bianco, ristrutturata ultimamente nel 1959 e nel 1999, su iniziativa di don Romeo Rucci e Angelo Ialacci. La cappella ha un aspetto tardo barocco, con architrave a timpano triangolare, e navata con cappelle laterali e altare maggiore con la statua lignea del santo.

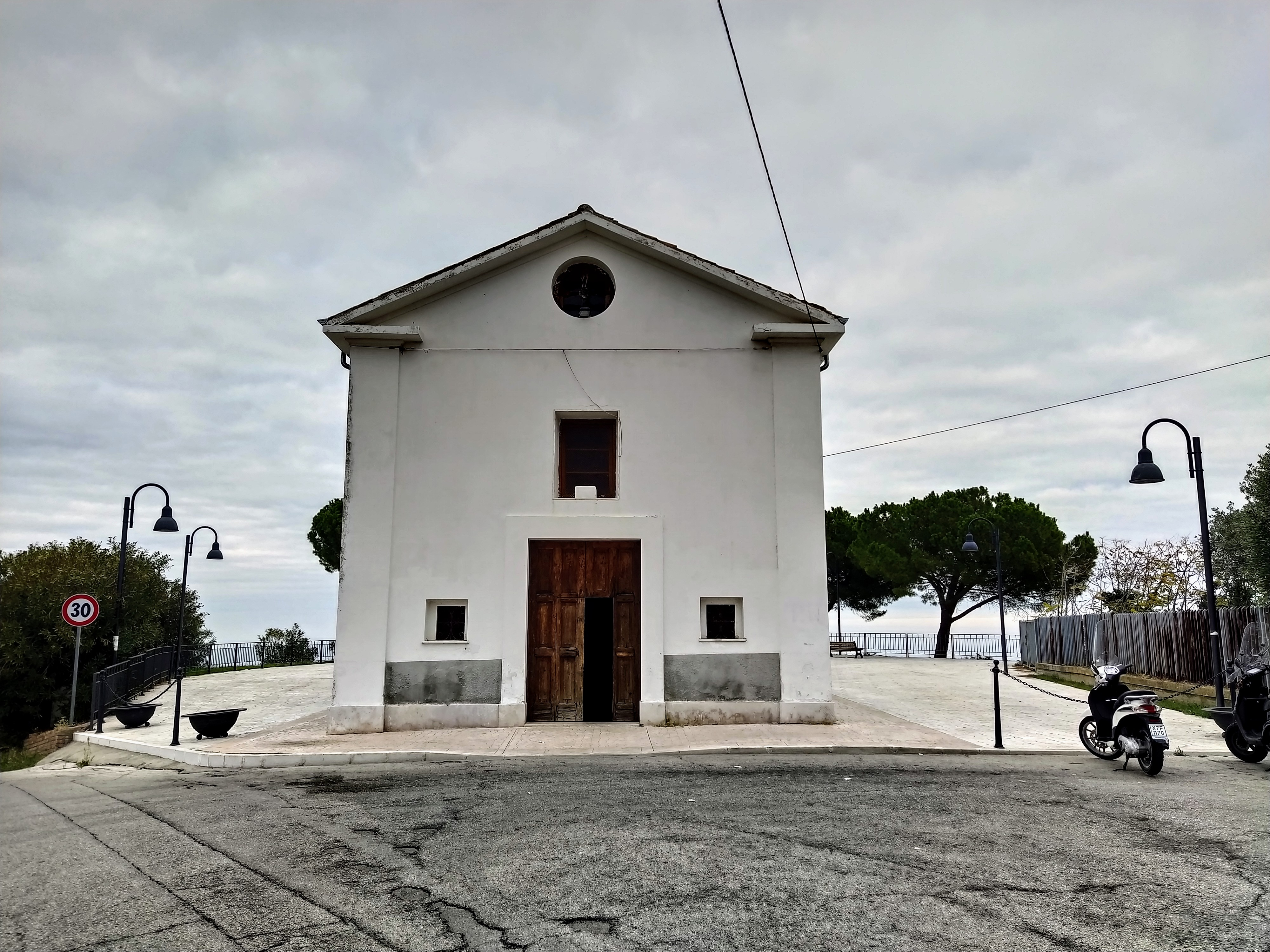
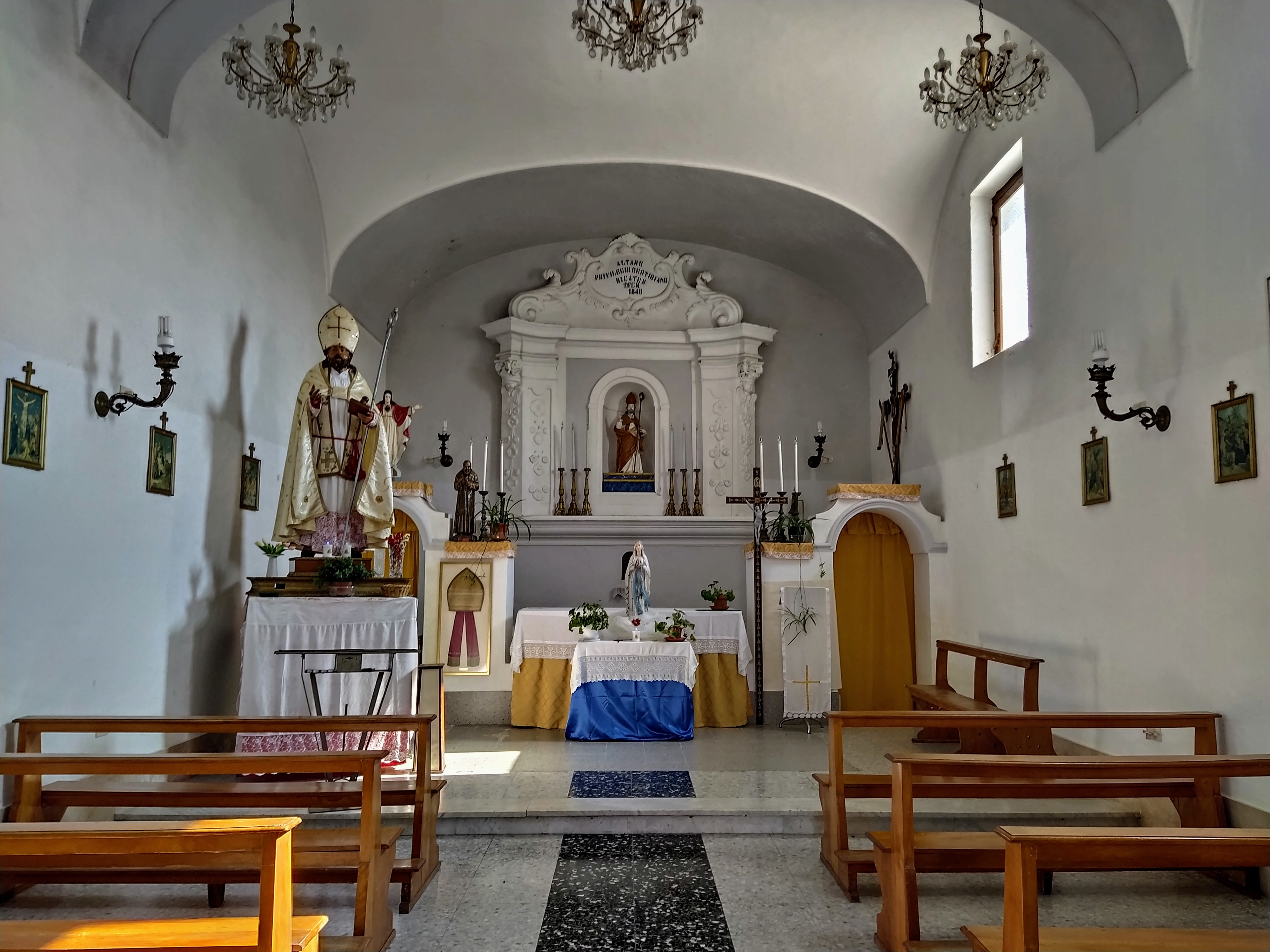

### Chiesa della Madonna dei Sette Dolori
La cappella si trova sul moderno Corso Mazzini, tra grandi palazzi che la soffocano. Venne eretta come cappella devozionale lungo la strada del pellegrinaggio verso il Convento dell'Incoronata. Poche sono le notizie storiche che la riguardano, ma esisteva già dal 1644, quando era la "Cona di fuori", come riferisce lo storico Nicola Alfonso Viti, e doveva essere la cappella della Vergine Addolorata, di cui si è persa l'antica immagine. Nel 1925 la chiesa venne ingrandita e restaurata, mentre durante la costruzione del nuovo corso, la chiesa venne inspiegabilmente demolita per essere ricostruita daccapo in uno stile pseudo medievale. Nel 1975 un comitato di cittadini raccolse fondi per la ristrutturazione dell'edificio, che però venne distrutto nel 1977 e ricostruito daccapo dall'impresa Domenico Zambianchi, lasciando solo l'antica facciata. La chiesa è piuttosto semplice, oggi suffragata alla nuova parrocchia di San Marco, e all'interno conserva un quadro della Vergine dei Sette Dolori. La tela antica venne trafugata e danneggiata nel 1981, e dunque venne realizzata una nuova immagine da parte del pittore Filandro Lattanzio.

### Chiesa Parrocchiale di San Marco Evangelista
È una delle chiese più moderne di Vasto, realizzata nel 2009 nella zona centrale dell'omonimo quartiere; è parrocchia della cappella della Madonna dei Sette Dolori. Ha una pianta ellittica con un blocco rettangolare conficcato nel mezzo, che costituisce la parte centrale dell'unica navata. La facciata è preceduta da un portico con tettoia, da cui si innalza una porzione con due torri gemelle per i campanili, e una cupola più grande. Le finestre sono rettangolari, oppure a forma di croce. L'interno è scandito da colonne cilindriche, in stile molto sobrio, con delle cappelle a nicchia con arco a tutto sesto, e l'altare maggiore a grande nicchia, preceduto da arco trionfale. Le figure dei santi sono state realizzate seguendo lo stile bizantino.

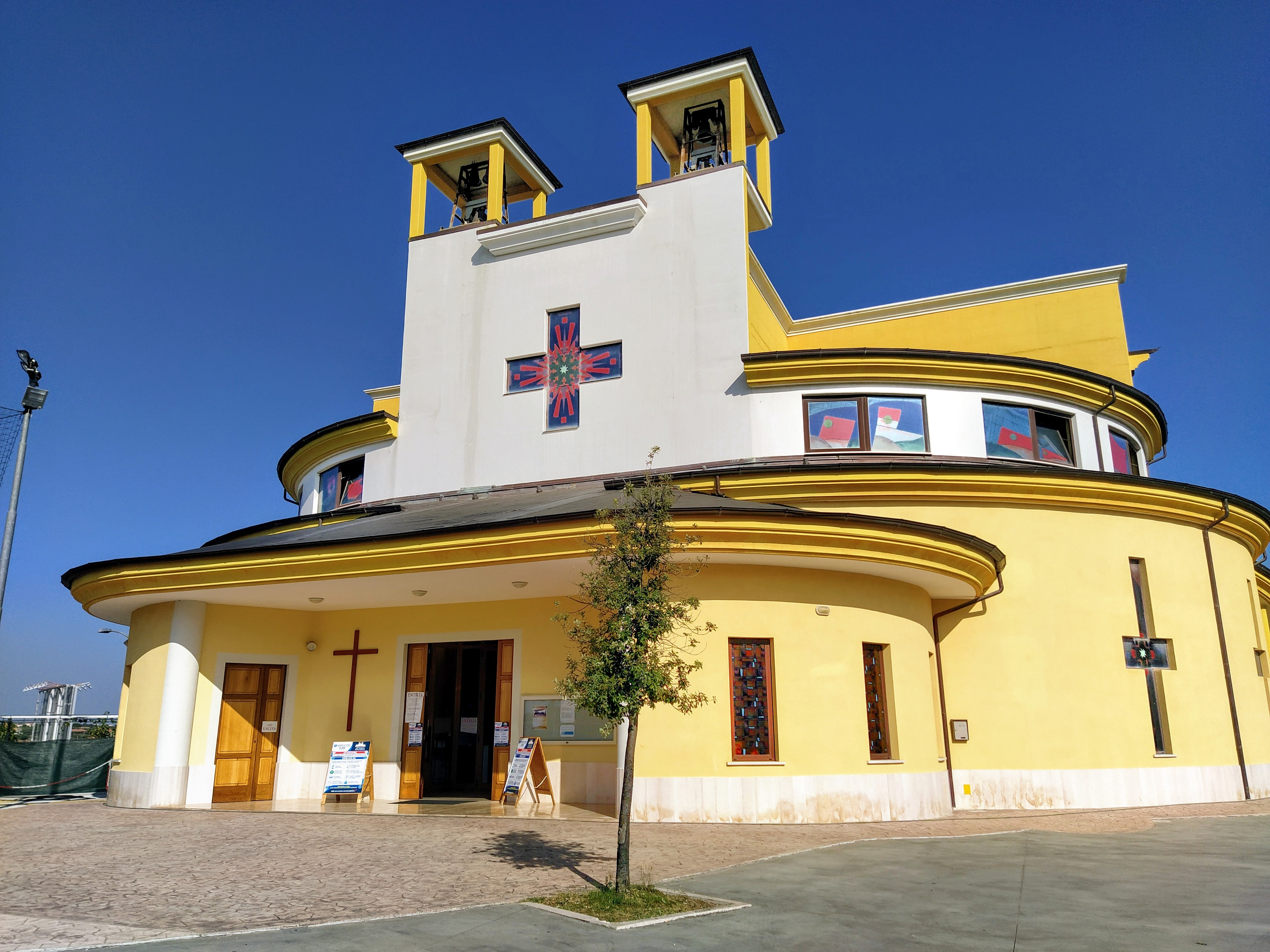
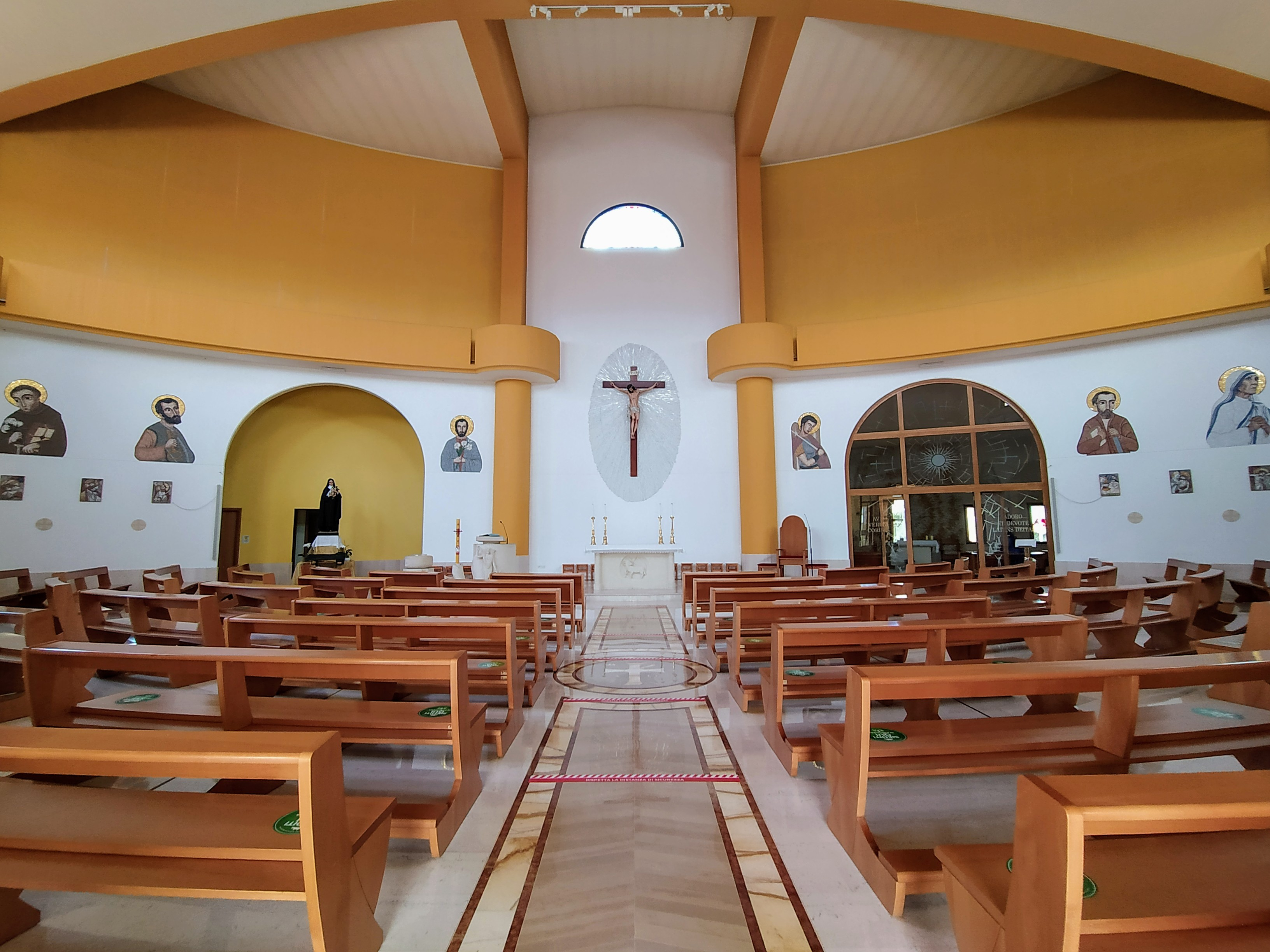

### Chiesa Parrocchiale di San Paolo Apostolo
Chiesa moderna situata nel quartiere a nord, inaugurata nel 1993. A partire dal 2015 sono stati avviati i lavori per la costruzione del campanile, terminati nel 2019 con l'installazione di un grandioso concerto di 9 campane della fonderia Allanconi. L'interno ad aula unica riceve la luce da un ordine di finestre strette e lunghe sulla destra, e l'altare maggiore è stato realizzato con un grande affresco in stile falso antico di San Paolo che predica ai Romani.

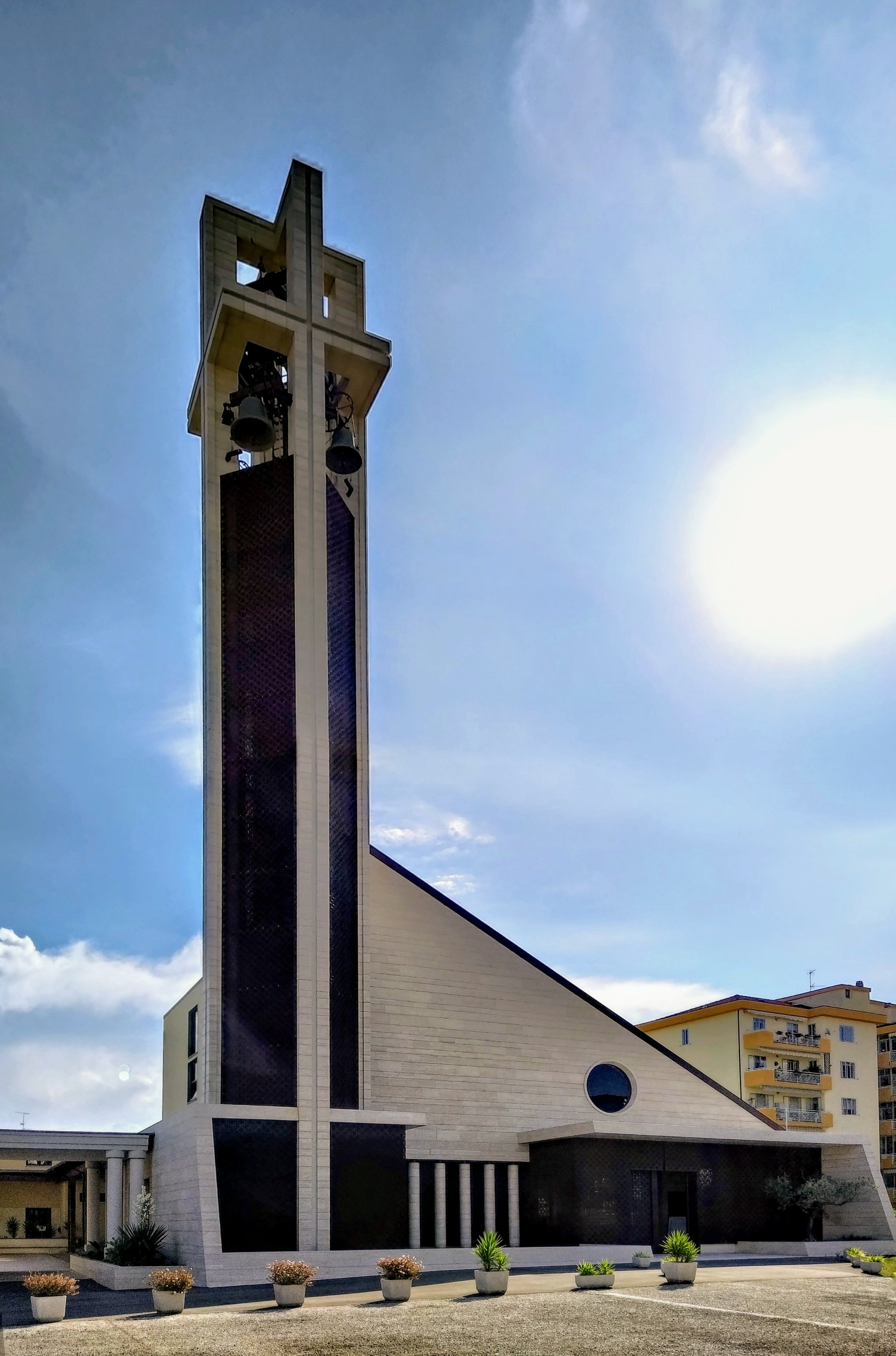
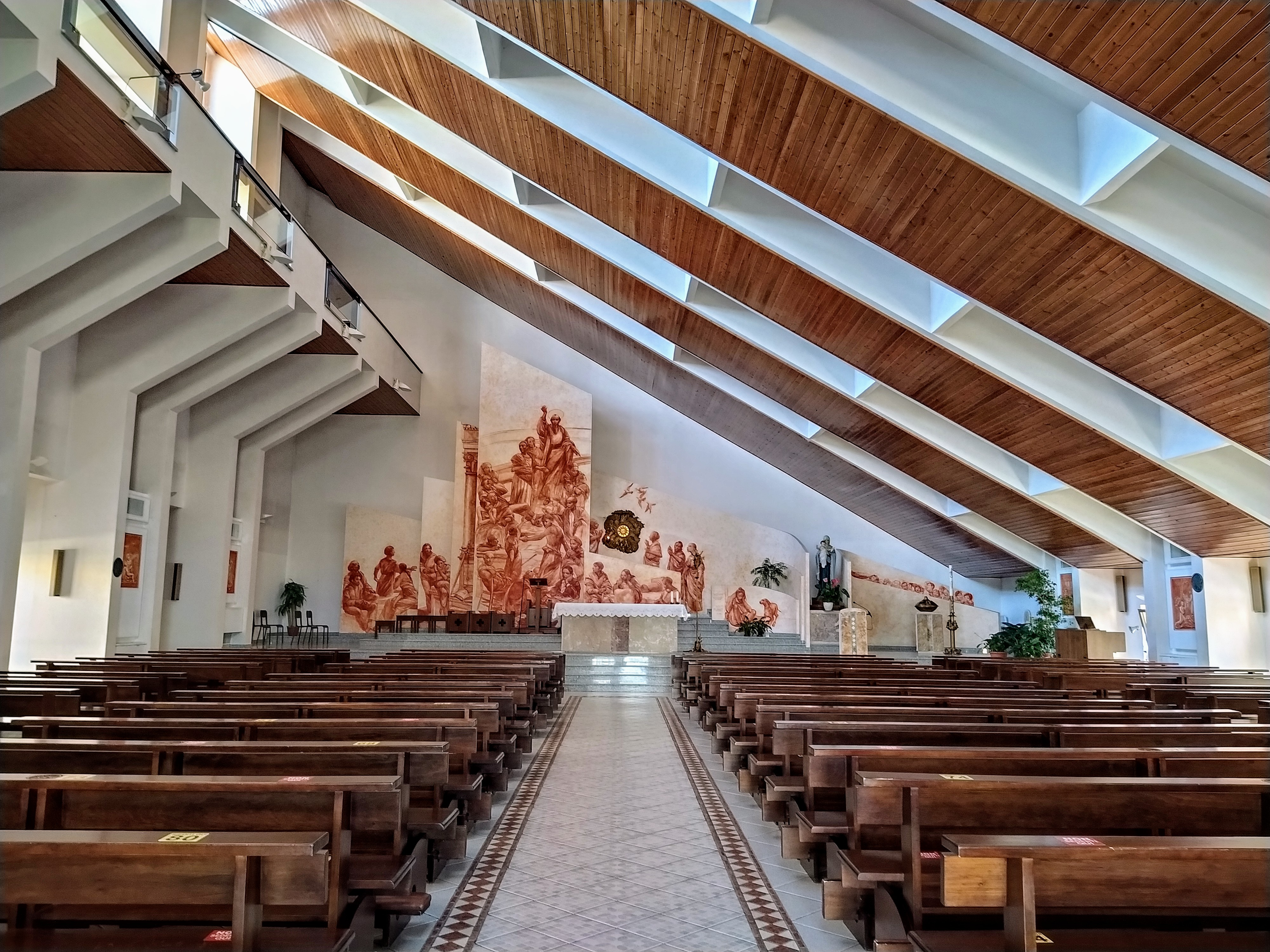

### Chiesa Parrocchiale di Santa Maria del Sabato Santo
La più recente, inaugurata nel 2012, si trova nella periferia a sud, e il progetto di costruzione iniziò nel 1975 quando il Monsignor Vincenzo Fagiolo erigeva la parrocchia di Sant'Antonio abate. Il primo parroco fu don Vittorio di Domenicantonio, in seguito nel 1982 si costituì la parrocchia di Santa Maria Immacolata e San Michele, il 5 ottobre 1986 il nuovo arcivescovo Monsignor Antonio Valentini conferiva l'incarico di primo parroco a don Tommaso Di Stefano. Nel 2007 il Monsignor Bruno Forte iniziò le pratiche per la costruzione di una nuova chiesa nella zona sud di Vasto, e i lavori terminarono nel 2012. La chiesa ha una pianta irregolare composta da un semicerchio che, fondendosi con un secondo corpo, forma un ventaglio, realizzata in uno stile architettonico che riecheggia il colore salmastro del mare per via del tetto.

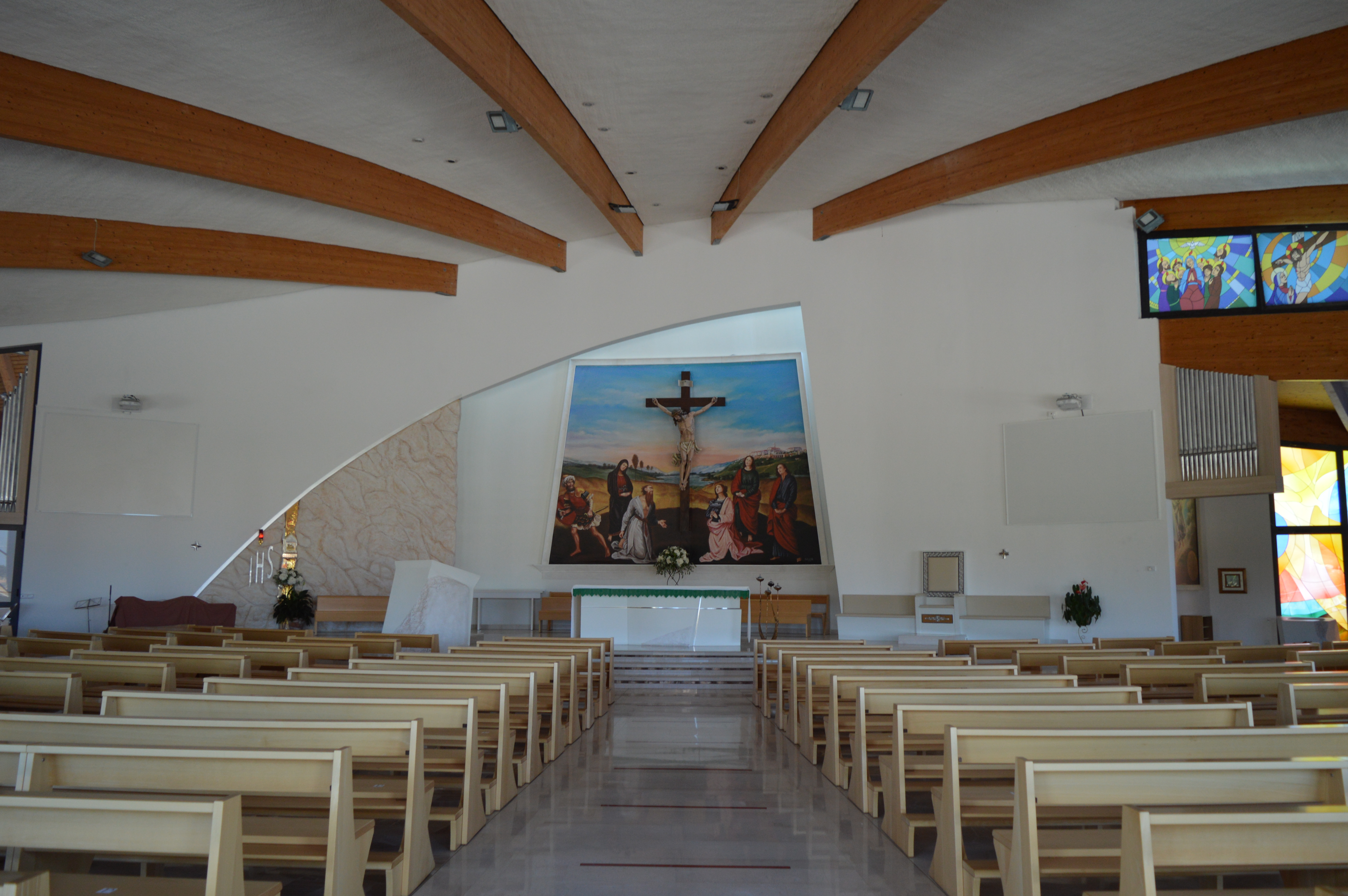

## Chiese delle frazioni

### Chiesa Parrocchiale di San Lorenzo Martire (in contrada San Lorenzo)

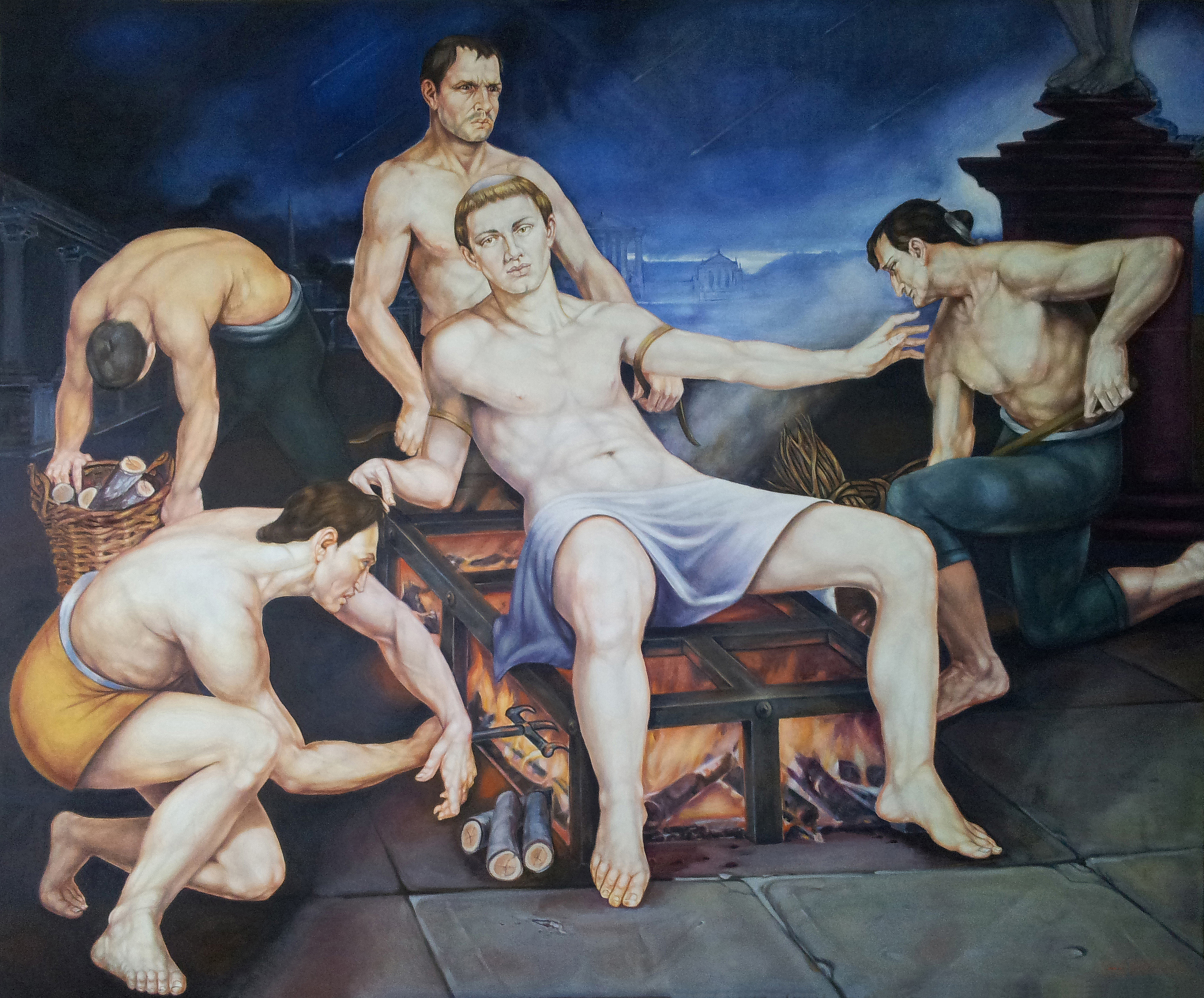
Il Martirio di San Lorenzo, opera di Cesare Giuliani, conservato nella chiesa di San Lorenzo

Situata nell'omonima frazione, la chiesa risale circa al 1876, quando venne edificata una cappella alla Madonna della Salette, per volere del cardinale Tambelli del Capitolo di Vasto, ristrutturando un tempio già esistente, del Medioevo, dedicato appunto a san Lorenzo. La chiesa era frequentata dai viandanti e dai pastori che, nel periodo della transumanza, seguivano l'antico tratturo a mare per arrivare a Foggia. Dopo anni di abbandono, negli anni '60 è stata  riedificata di fronte la antica posizione (ancora visibile), snaturandone il contesto antico per lasciar posto a uno più moderno, di stile composito, con l'esterno rivestito in mattoncini. L'interno arricchito dai bei dipinti di Cesare Giuliani, come il Martirio di san Lorenzo e Il Cenacolo degli Apostoli.

### Chiesa di Santa Maria di Pennaluce

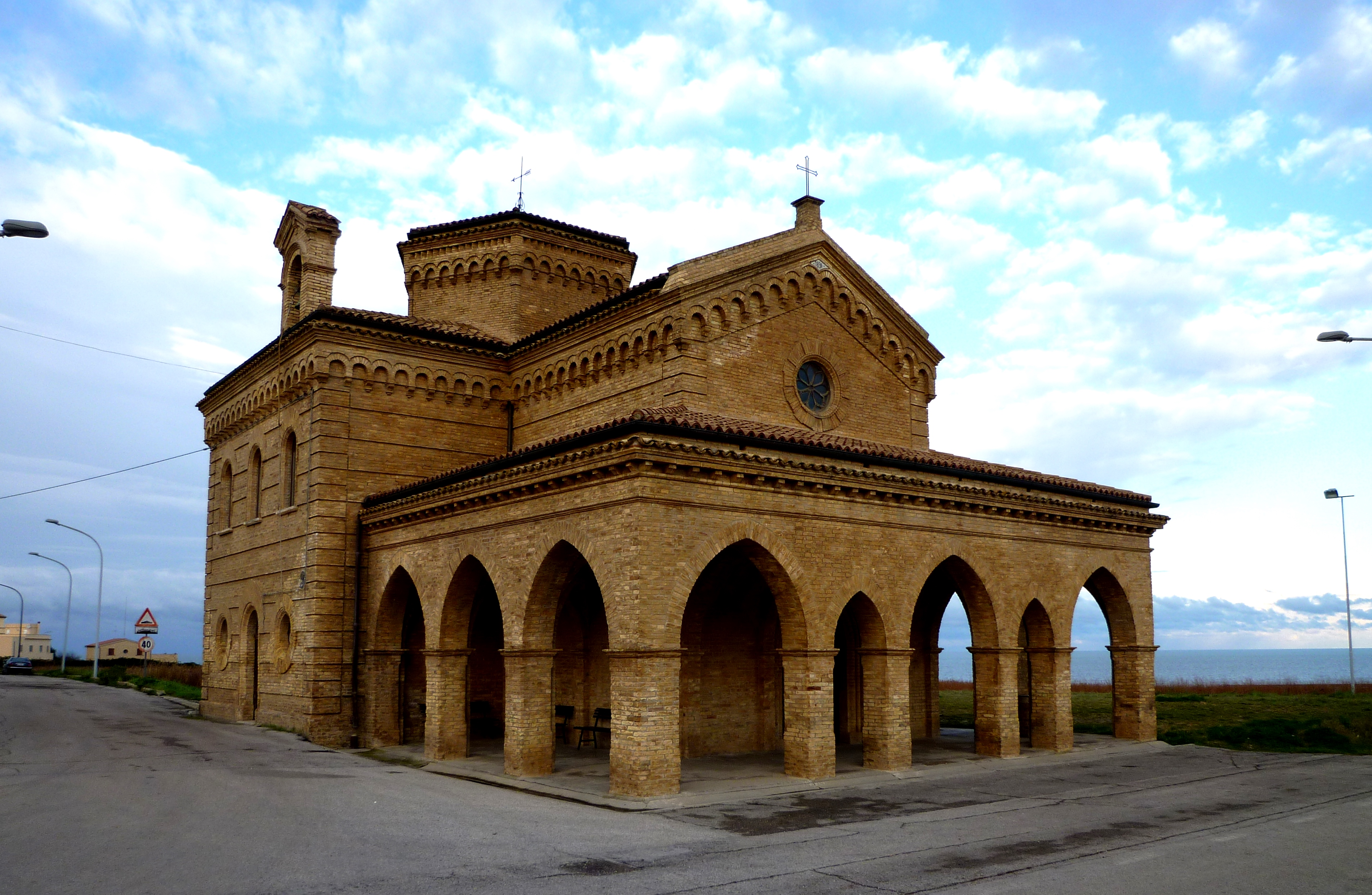
Chiesa della Madonna di Pennaluce

Si trova sul promontorio di Punta Penna, ed è frutto di varie ricostruzioni di cappelle votive precedenti. Il 30 ottobre 1618 vennero eseguiti lavori di ristrutturazione dell'ingresso, e negli anni 1676-1689 Diego d'Avalos, Marchese del Vasto, provvide alla ristrutturazione totale della chiesa, dandole nuova forma, ossia quella attuale di pianta a croce greca.
Papa Innocenzo XI concesse l'indulgenza plenaria ai fedeli della chiesa il giorno di lunedì in Albis mentre il nuovo marchese donò 2000 ducati di rendita, affinché il pontefice innalzasse la chiesa ad abbazia della famiglia D'Avalos. L'esterno è stato ristrutturato definitivamente in forme neogotiche, con nuovo porticato, nel 1889 dall'architetto Francesco Benedetti, con un impianto a croce greca.

### Chiesa Parrocchiale di Santa Maria Stella Maris (a Vasto Marina)

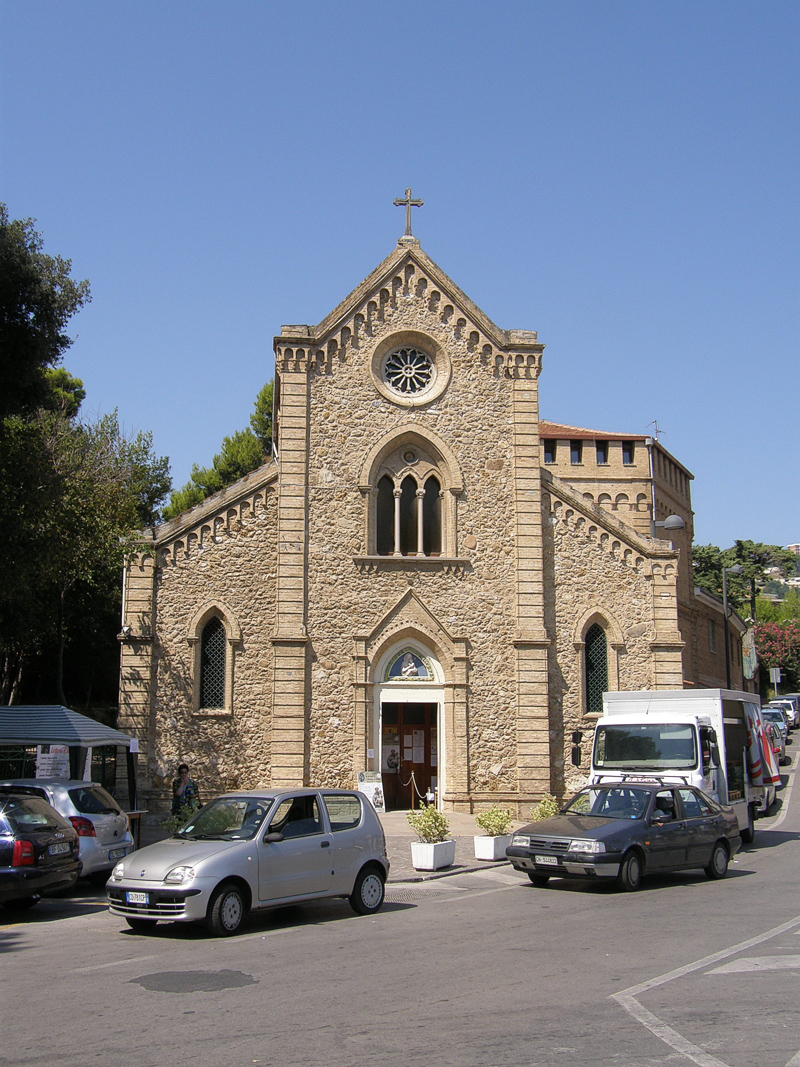
Chiesa di Santa Maria Stella Maris a Vasto Marina

Situata di fronte a piazza Rodi di Vasto Marina. Il tempietto fu costruito nel 1903 da parte del Cavalier Alfonso Marchesani, accanto alla propria villa Marchesani-Santoro (tristemente nota per aver ospitato dal 1940 al 1943 il campo d'internamento di Istonio), affinché gli abitanti della Marina avessero un proprio luogo di culto, senza dover risalire alla città alta. Il tempio venne consacrato nel 1905, in un vivace stile neogotico, con elementi romanici. Nel 1912 il Marchesani affidò ai Cappuccini la custodia della chiesa, che venne trasformata in un convento tra il 1912 e il 1921. Il 26 giugno 1926 la Regia Procura di Lanciano comunicava all'autorità ecclesiastica il benestare dell'amministrazione del Fondo Culto per l'erezione della chiesa di Stella Maris a parrocchia della Marina, con bolla del monsignor Nicola Monterisi di Chieti. Il primo parroco fu padre Ludovico da Balsorano, immessosi canonicamente il 18 marzo 1928, nel 1950-1 lo spazio del convento adibito a ospizio fu ampliato al piano superiore, con la realizzazione di alcune celle.
Come detto, la chiesa ha una facciata neogotica tripartita da pilastri, con portale sormontato da ghimberga e rosone a raggi, che sta sopra il finestrone maggiore a trifora. Anche le vetrate delle finestre monofore o bifore ad arcata ogivale, sono policrome ed istoriate, così come l'interno a tre navate, con l'altare blu, incassato dentro un arco trionfale.

### Chiesa di Francesco d'Assisi (a Vasto Marina)
Situata in viale Dalmazia a Vasto Marina, seconda chiesa di Vasto Marina, è stata edificata nel 2001 su disegno dell'architetto Antonio Menna, perché la chiesetta di Stella Maris era diventata troppo piccola per il nucleo abitativo, sempre in crescente espansione. La chiesa, benché moderna, è un esperimento di architettura post-classica, che ricalca abbastanza fedelmente lo stile delle chiese dell'800. L'interno conserva un tabernacolo in oro e argento del 2007, opera di Antonio Di Spalatro.

### Chiesa della Madonna Addolorata (a Pagliarelli)
Situata nella frazione di Pagliarelli, la chiesa è stata costruita nel 1827 dai fratelli Giuseppe e Domenico Suriani, e poi restaurata nel 1981. La chiesa ha un aspetto rurale ottocentesco a pianta rettangolare con navata unica, e conserva di interesse il dipinto di Sant'Antonio abate del 1950, opera di Filandro Lattanzio.

### Chiesetta della Maddalena (in contrada Maddalena)
Si trova nella contrada omonima e risale al Settecento, avente semplice forma rettangolare in conci di pietra squadrati. La facciata è molto semplice, con un portale a tutto sesto, sormontato da un campanile a vela che sovrasta la facciata. In abbandono, fu completamente recuperata nel 1998. L'interno è molto semplice, a navata unica intonacata, voltata a botte, con l'altare in pietra e marmi, e un grande quadro raffigurante la Maddalena in atto di adorazione.

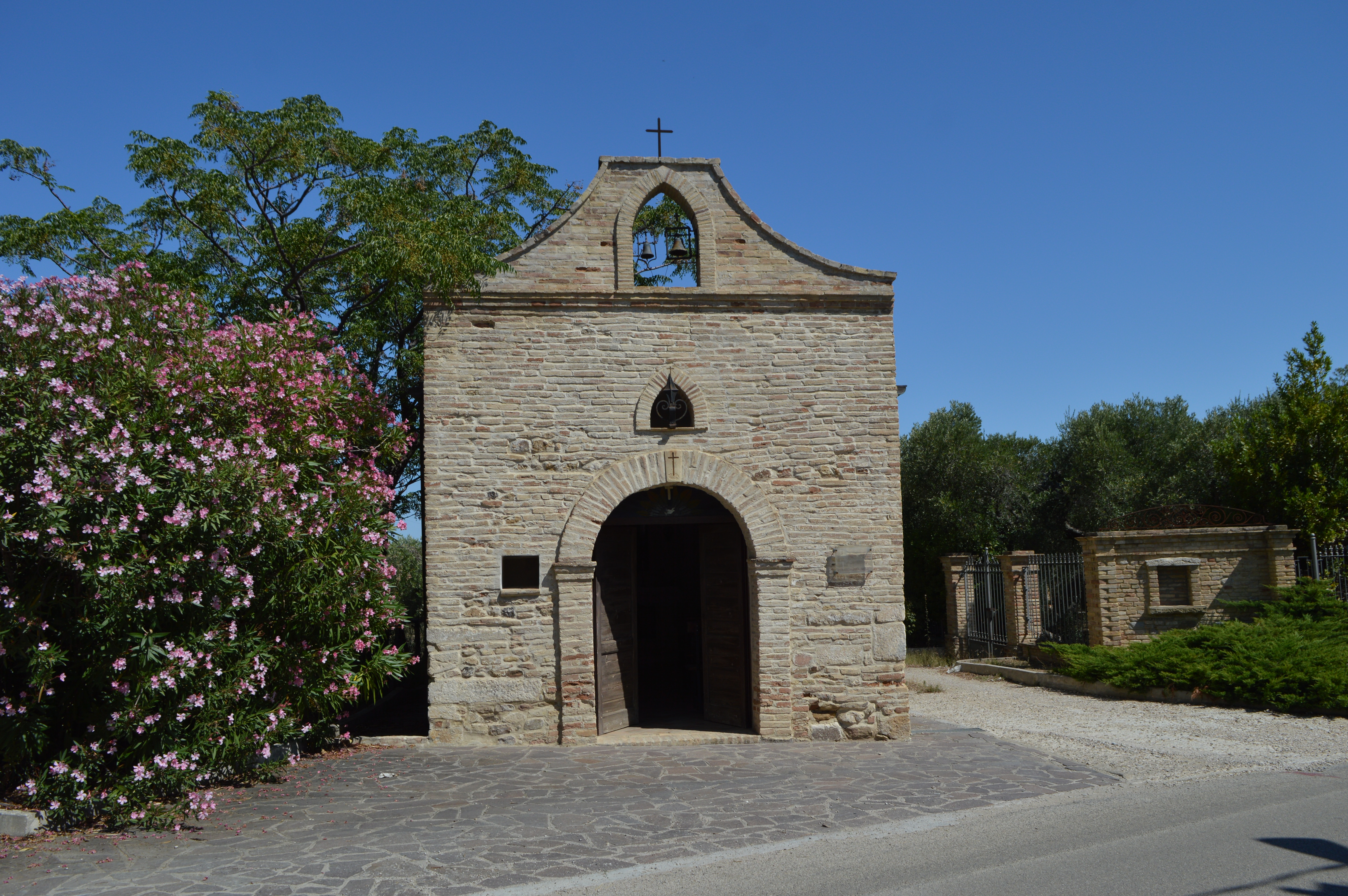
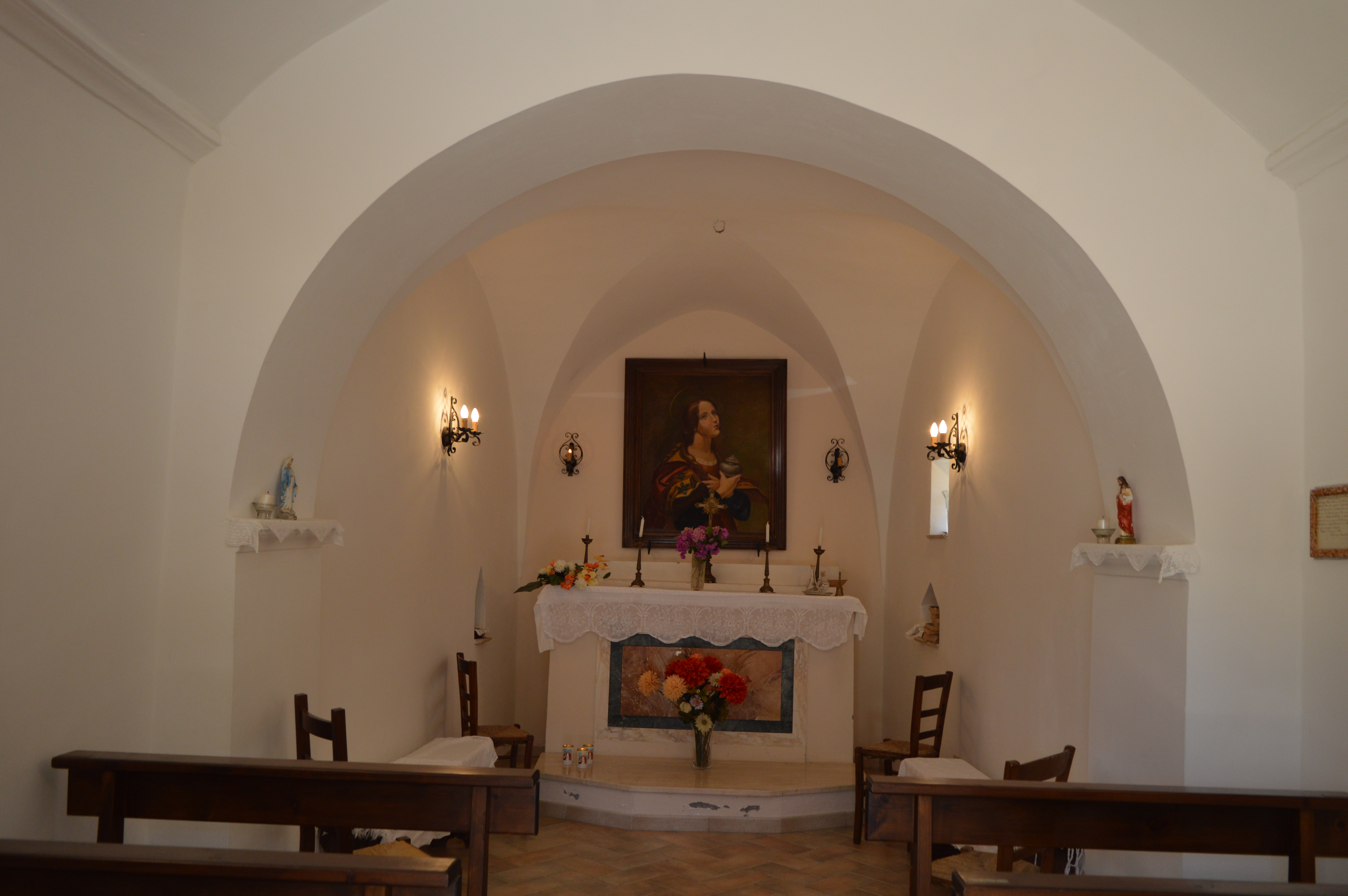

## Chiese distrutte o sconsacrate
- Grancia di San Sisto: si trova in un boschetto di contrada Incoronata. Non si sa se risalga al Medioevo, forse le pergamene dell'abbazia di San Salvo, che doveva essere la sua padrona, ne parlano, nel 1592 è citata tuttavia per la prima volta, e data in enfiteusi all'abbazia di Santa Maria Arabona di Manoppello. Questa abbazia cistercense all'epoca era divenuta commendataria dell'altra abbazia cistercense dei Santi Vito e Salvo a San Salvo, decaduta. La grancie sono chiesette a guardia di un pezzo di terra, quasi un podere o masseria anziché una chiesa vera e propria, e rispondeva direttamente all'abbazia di riferimento. Per cui sino al 1799 fu proprietà di Santa Maria Arabona. Confinava con i feudi dei d'Avalos di feudo Torre Mozza, e con il convento dei Cappuccini di Vasto. Attualmente è in abbandono, consta di una casetta rettangolare con soffitto a capanna, e due livelli con finestre. Il materiale è un mattone cotto.
- Chiesa della Madonna della Neve: edificio non più esistente se non in un muro rudere, La tela presente in chiesa, raffigurante il Miracolo della Neve, è stata trasferita nella chiesa di Santa Maria Maggiore.

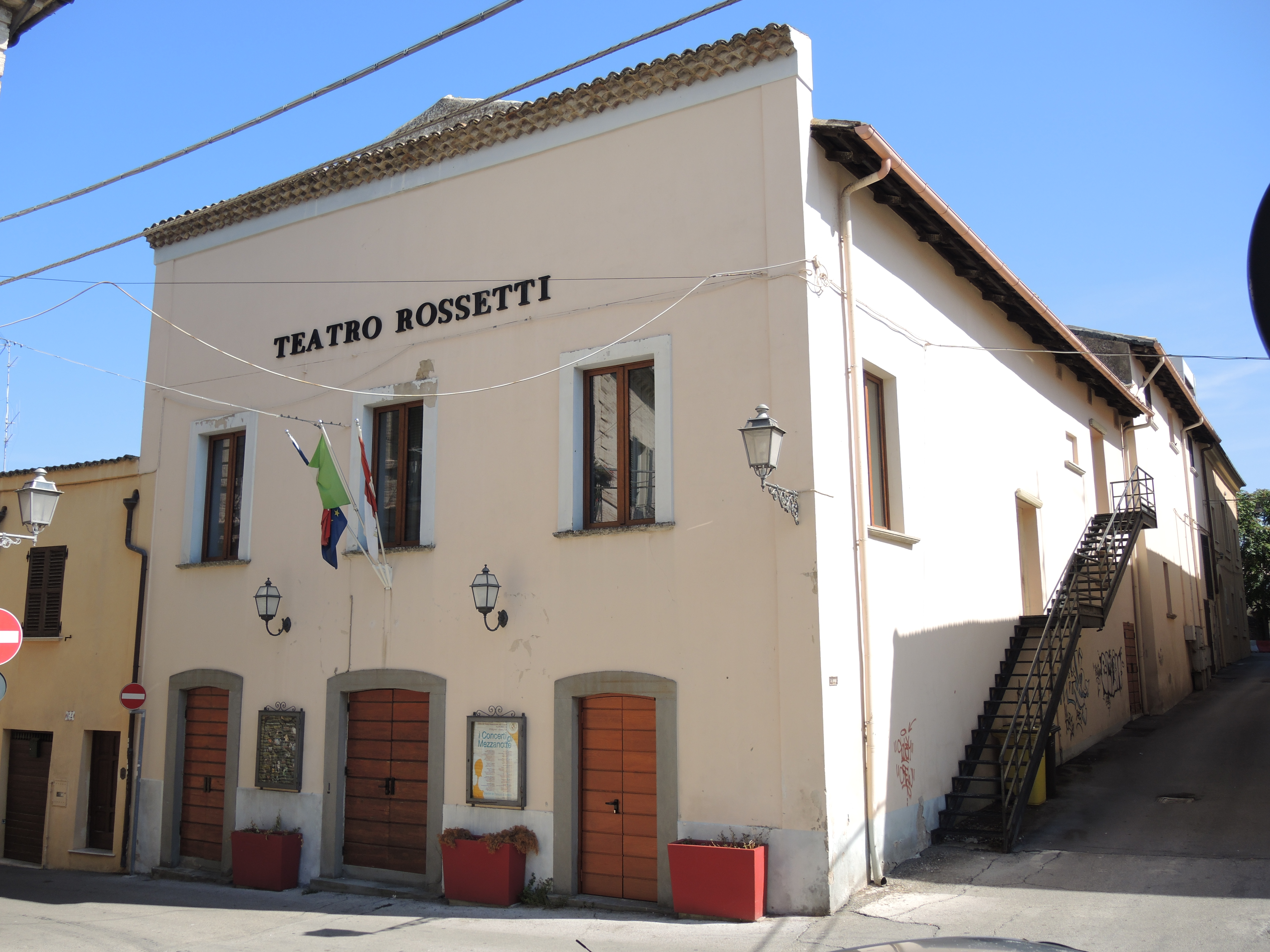
Il teatro Rossetti, ricavato dall'ex chiesa di Santo Spirito

- Chiesetta di San Gaetano, già dell'Annunziata Piccola: si trova in via Santa Maria, risale al XVII secolo, rifatta però nel secolo seguente, ed attualmente è sconsacrata, adibita a deposito. Per la semplicità dello stile, si riconosce che è una chiesa solo dal piccolo campanile a vela.
- Monastero di San Giovanni Battista dei Cavalieri di Malta: si trovava sul Corso Plebiscito, a 100 metri a nord dalla chiesa del Carmine. I Templari a Vasto sono documentati nel 1362, con l'acquisizione del bene, come testimonia un atto rogato dal notaio Mascio Di Cola, dopo che avevano ricevuto un privilegio nel 1304 dal sovrano Carlo II d'Angiò. L'inventario delle rendite della chiesa di San Giovanni del 1695 conferma che i cavalieri avevano molti beni sparsi, nel catalogo del 1749 il tempio era officiato dalla Congrega di San Bonomo, che aveva gli uffici anche nel monastero di Santo Spirito, a nord delle mura. Seguendo la descrizione fatta dallo storico Luigi Marchesani, la chiesa aveva un solo altare, con l'immagine della Vergine col Bambino, Sant'Anna, San Giovanni Precursore e San Leonardo, con San Bonomo. Dopo l'abolizione dell'ordine dei Templari nel 1815, la chiesa cadde in abbandono, divenuta di regio demanio. Acquistata nel 1833 dalla famiglia De Pompeis, era quasi crollata, e divenne un magazzino, sino a che  scomparve del tutto.
- Chiesa di San Nicola degli Schiavoni: è documentata sin dal XIII secolo, si trovava presso l'area della chiesa del Carmine, che vi venne costruita sopra nella metà del Seicento, per volere di don Diego d'Avalos, Marchese del Vasto. La chiesa era la parrocchia dei cosiddetti "schiavoni", ossia popolazioni baltiche immigrate a Vasto nel Quattrocento.
- Monastero di Santo Spirito dei Celestini: fu fondato nel tardo Duecento da papa Celestino V insieme al discepolo Roberto da Salle, sotto l'ordine di San Benedetto. Lo storico Marchesani, così come il suo precursore Nicola Alfonso Viti, parlano dell'edificazione effettiva avvenuta nei primi del '300, nel 1327 era stato edificato il monastero, oggi scomparso, presso Atessa. Le prime attestazioni di documenti risalgono al 1362, il convento godeva di vari privilegi, aveva molti beni dentro e fuori dalla città. Nel 1566 fu incendiato dai turchi che assalirono Vasto, e ricostruito nel 1573, con un altare privilegiato dedicato a San Biase, durante il priorato di Placido da Manfredonia. Innico D'Avalos, marchese del Vasto, fece restaurare la chiesa, e ripristinare il fosso a nord delle mura. La chiesa originaria era a navata unica, ospitò le confraternite dei Cavalieri di Malta e di San Bonomo, nel 1644 conteneva una reliquia di San Biase, nel 1742 i marchesi di Vasto vi costruirono delle stanze private. Mentre il convento fu soppresso nel 1807 divenendo carcere, la chiesa continuò ad officiare i riti sotto la congrega di San Bonomo, tuttavia nel 1815 anche la chiesa venne chiusa, e adibita a magazzino, cadendo in degrado, sicché nel 1818 non iniziarono i lavori di riqualificazione come teatro civico, dedicato a "San Ferdinando" in ricordo di Ferdinando IV di Borbone, con ultimazione effettiva, dei lavori di abbellimento, nel 1832. Oggi la chiesa e il convento sono ancora leggibili, situati tra via Aimone e Piazza Verdi, la chiesa corrisponde alla sede del teatro civico "G. Rossetti", i locali dell'ex convento, abbracciavano tutta l'area di via Aimone, arrivando sino all'incrocio con via Palizzi, e Piazza Brigata Maiella, dove si trovava l'orto. La torre controllo,  detta "Santo Spirito", si affaccia su Piazza Verdi e Corso Plebiscito, e risale alla metà del Quattrocento, durante la ricostruzione delle mura del capitano Giacomo Caldora, ed è stata modificata di recente mediante sopraelevazione, destinata ad uso abitativo.
- Monastero di Santa Chiara: si trovava presso Largo Santa Chiara col mercato coperto, a sud della città. Nel 1585 la città avviò le pratiche per ospitare le monache Clarisse dentro le mura, e iniziarono i lavori di edificazione del monastero, dedicato alla "Santissima Eucaristia", consacrato nel 1609, ospitando delle suore aquilane dal relativo monastero di Santa Chiara d'Acquili; oltre alle suore venne nominato il frate confessore don Giovanni Battista Moschetta e venne istituita una rendita dei beni. Nel 1622 il monastero ospitò altre monache provenienti dalla vicina Casalanguida, nel 1627 si costruì la loggetta, uno degli elementi caratteristici della struttura, nel 1653 il Marchese del Vasto inviò al monastero le reliquie di San Candido Martire, nel 1655 fu costruito l'altare del Rosario. Il convento passò vicende alterne, nel 1771 raggiunse l'apogeo con 24 monache, nel 1824 invece per mancanza di suore rischiò la chiusura. Tra il 1858 e il '63 fu confessore padre Raffaele di Larino, dimorante nel vicino convento di Sant'Onofrio, procuratore generale e prefetto delle Missioni all'Estero, ricordato affettuosamente nei diari delle monache. In una descrizione di Nicola Alfonso Viti, la chiesa era a navata unica, l'altare maggiore decorato dalla statua di Santa Chiara, gli altri altari erano della Madonna degli Angeli, del Salvatore, vi erano 30 sedili per le suore. Nel 1917 minacciò pericoli statici, oltretutto erano presenti solo 3 monache, sicché nel 1933 procedettero i lavori di demolizione. Del convento si conserva solo la grande cisterna sotterranea, risalente all'epoca romana dove confluivano le acque dell'acquedotto delle Luci.
- Chiesa di San Francesco alla Selvotta (Montevecchio): trattasi di una chiesa doveva sorgere negli anni '50 presso la località omonima, dove sin dagli anni '30 è stata posta una croce monumentale in legno, sull'altura del colle. La località aveva iniziato a popolarsi, e necessitava di una chiesa, il cui progetto venne redatto, e i lavori avviati. Ma per mancanza di fondi, oppure per l'esecuzione sbagliata dei lavori, che minacciarono il crollo della struttura incompiuta, questa venne immediatamente demolita. Della chiesa rimangono solo i progetti preparatori. (dal Marchesani si hanno però notizie di una cappelletta precedente  a uso dei Genova)
- Chiesa di San Martino de Lucu: si trovava presso il castello di Punta d'Erce (oggi riserva di Punta Aderci), documentata nel XII secolo da papa Alessandro III e papa Pasquale II. Non si hanno altre notizie, se non che nel XVII secolo era ancora in piedi con il castello, ma successivamente franò a valle.